# Now TV

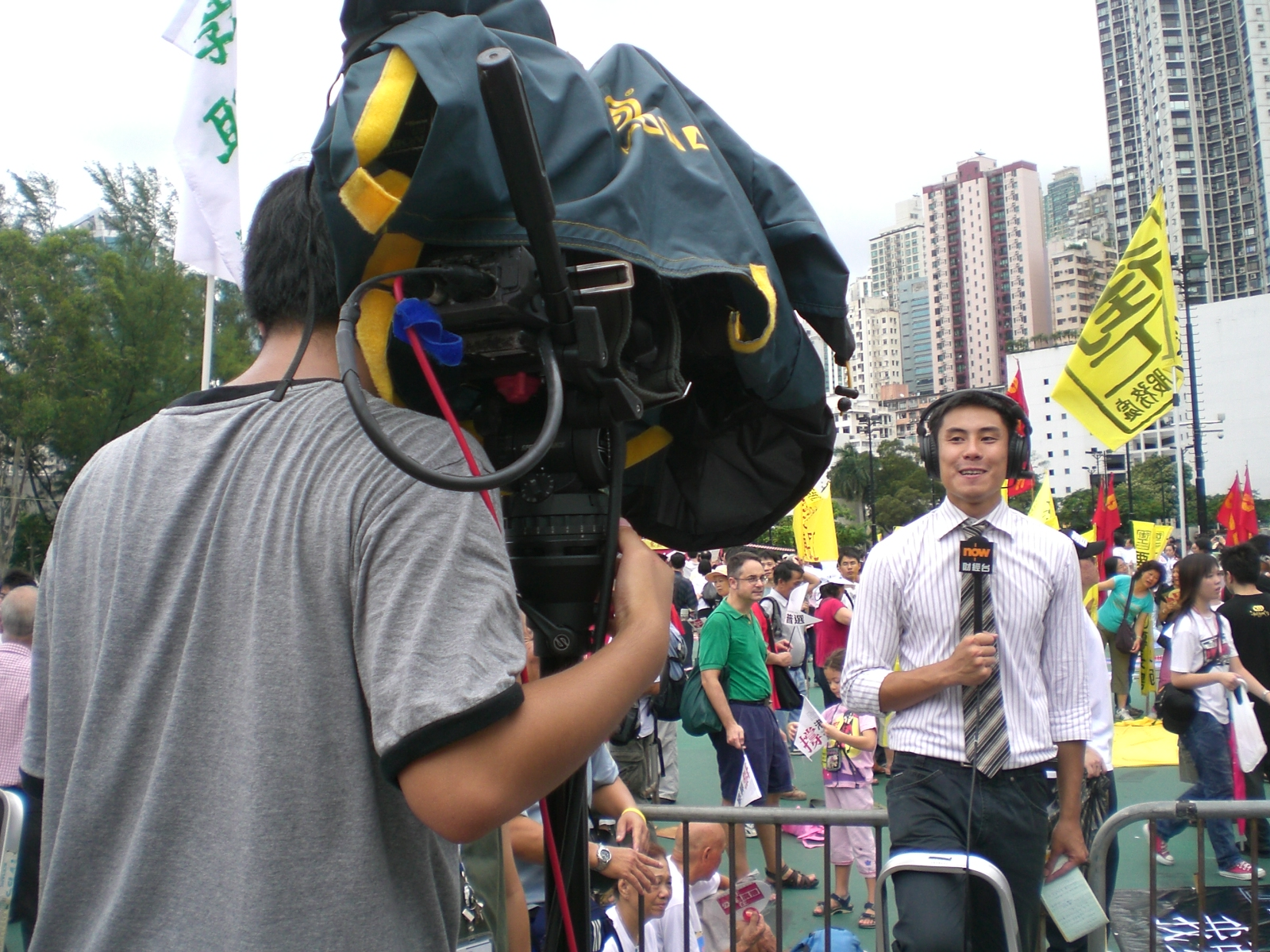
now財經台記者於維多利亞公園的現場報道

Now TV，前稱now寬頻電視（英語：now Broadband TV），是香港唯一的收費電視台，由香港電訊全資擁有的Now TV Limited負責經營，現時提供152條頻道，包括34條Now TV頻道，另有58個自選影像服務。
電視台名稱中的「Now」為「Network Of the World」的縮寫。
Now TV於2003年9月26日（星期五）啟播，其電視訊號主要透過香港電訊的固定電訊網絡以IPTV技術傳送，並於2007年成為全港首家提供高清廣播服務的電視台。
截至2017年底，客戶數目130.1萬戶，每名客戶平均消費179元，低於2016年的192元。
截至2019年底，Now TV連同Now E客戶數目136.1萬戶，每名客戶平均消費額（ARPU）174元。

## 歷史

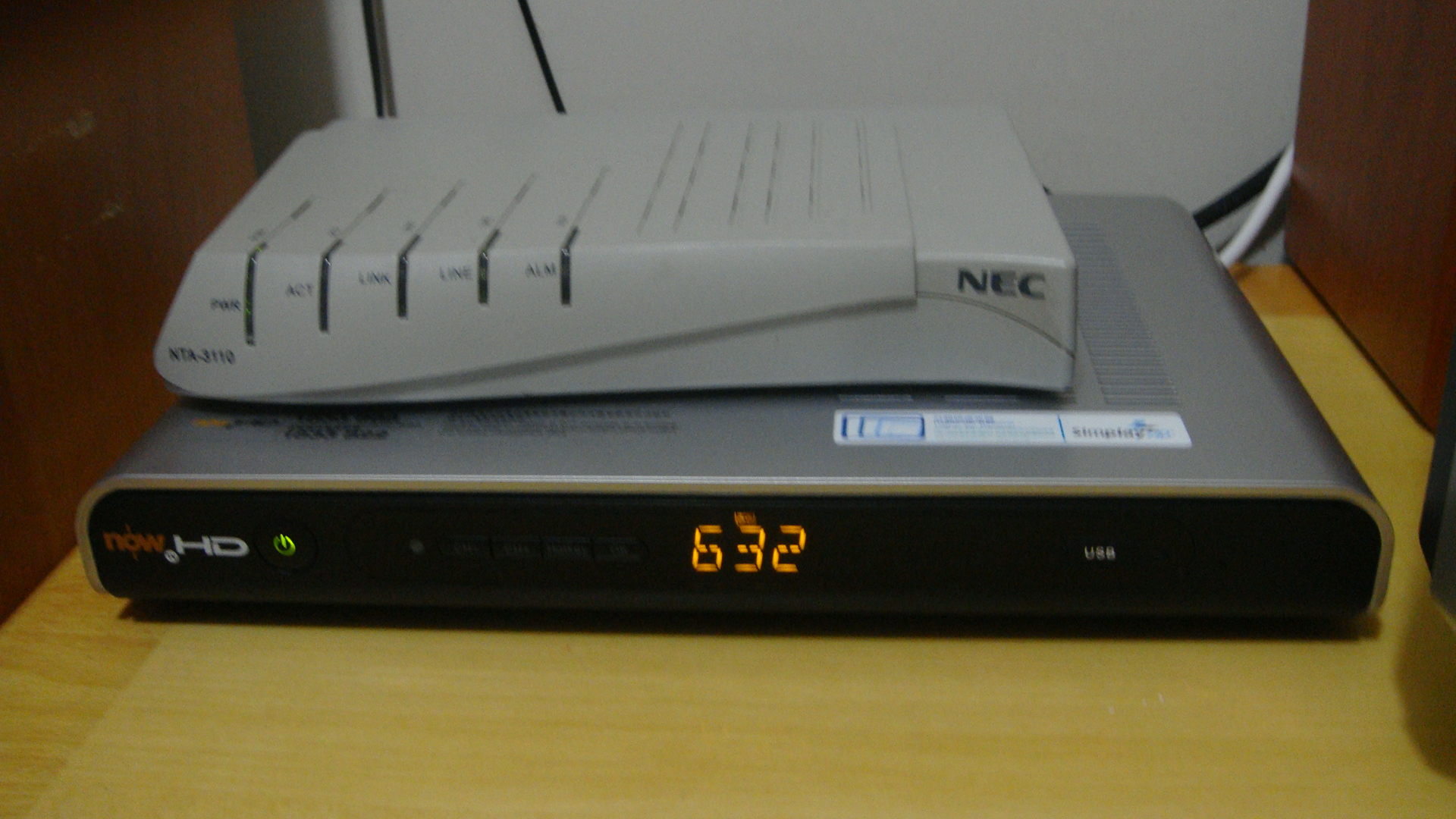
now寬頻電視高清機頂盒

擁有數十年電訊專營權的香港電訊，於1997年開始互動電視 iTV自選影像服務。2000年8月，盈科數碼動力與香港電訊合併為電訊盈科。2003年，電訊盈科申請直接更改牌照以經營收費電視；由於電訊盈科主席李澤楷為新城廣播母公司和記黃埔的關連人士，所以電盈旗下now TV的收費電視牌照，必須由行政長官會同行政會議給予特別批准，最後獲得通過，毋需進行任何公眾諮詢，牌照上亦毋需設立任何經營限制，處理方法上與無綫收費電視略有不同，now TV啟播。更改牌照後，使用電訊盈科電視服務的用戶，由98年的不足1000戶，擴展至現時100萬戶，當中約70％為付費用戶，其餘30％則為免費用戶（並無訂購任何付費頻道）。
- 2004年10月31日，亞洲有線與衛星電視廣播協會（CASBAA）理事會上，頒授首屆「亞洲有線與衛星電視廣播協會主席大獎」，表彰now TV於過去12個月對亞太區多頻道有線、衛星和寬頻收費電視業所作的卓越貢獻。
- 2005年，now寬頻電視2005年的客戶數目目標是50萬戶（已在2005年11月達標，比預期早一個多月）和吸引客戶消費，提高客戶的每月平均月費水平。
同年年中，為回應香港寬頻的全港100 Mbps寬頻包數碼電視的六個月試用計劃，now TV向其他收費電視用戶推廣免費三個月的試用計劃。
- 2005年12月28日，電訊盈科執行委員會副主席兼財務總裁艾維朗表示，旗下寬頻供應商網上行除了將會推出18 Mbps寬頻上網服務外，亦會在對手尚未準備好下，搶先為now寬頻電視推出高清晰度電視（HDTV）服務，預計在2006年1月開始進行內部測試，最快可在2006年上半年推出。但他們亦表示，因為要達至不同的質素要求，故此上半年推出的機會不大。
- 2006年，有指香港與內地網民可透網上點對點軟件，免費盜看now寬頻電視的HBO（115頻道）、Cinemax（116頻道）（無中文字幕的版本）及衛視電影台（139頻道）（國語廣播版本），信誠證券聯席董事連敬涵對《明報》指，now寬頻電視其上客及續約的比率或會放緩，電盈指會向內容供應商如星空傳媒及STAR Sports Plus（664頻道）等瞭解有關問題。
- 2006年1月12日，now TV與STAR Sports Plus（664頻道）奪得歐洲聯賽冠軍盃（「歐聯」）各場賽事的獨家直播播放權。而now寬頻電視於2004年與STAR Sports Plus（664頻道）簽訂最長6年的獨家合作協議，故使now寬頻電視變相取得有關香港獨家直播權。
- 2006年4月27日，now TV宣佈會重整台號，主要為無綫收費電視的播放作準備，及將頻道分類，以便能增加更多同類別的新頻道，新台號已於5月10日實施，由無綫收費電視提供的精彩頻道，月費HK$138。
- 2006年11月15日，now TV宣佈已與英格蘭超級聯賽達成協議，取得由2007/08年球季起三個英格蘭超級聯賽球季的香港獨家播放權。[3]
- 2006年12月8日，now TV宣佈取得2008年歐洲國家盃共31場賽事的獨家播放權。[4]
- 2006年12月30日，now TV宣佈將於2007年1月26日起大幅調升新上台客戶的月費、安裝費、機頂盒租賃費，以彌補早前以「天價」十五億六千萬元奪得未來三屆英超聯獨家播映權成本，加幅超過30%。[5]
- 2007年2月16日，now TV宣佈取得意大利甲組聯賽由2007/2008至2009/2010季度的本港播放權，與有線電視瓜分130場賽事。[6]
- 2007年7月1日，與香港海洋公園合作，推出now熊貓台，直播熊貓的一舉一動，到2009年8月4日合約結束。[7]
- 2007年8月27日，與恒生銀行攜手推出電視證券買賣服務。
- 2008年2月，now TV推出「全兼容解碼器」，將原來now寬頻電視的高清解碼器改良，加上香港數碼地面廣播制式（DMB-T/H）解碼器，令用戶可以以單一解碼器收看now寬頻電視及香港數碼地面電視廣播。
- 2009年11月16日，now TV宣佈成功奪得西班牙甲組聯賽（西甲）2009年至2012年三個賽季的香港獨家播放權。由2009年11月29日起每個賽季獨家播放多達190場賽事，亦將新增一條本地頻道，為觀眾提供最新貼士、球賽前預測，接聽觀眾電話以及雜誌式節目，讓球迷在即場播放之前、期間及之後，掌握賽事資訊。並同時宣佈放棄競投2010年至2013年的英格蘭超級聯賽（英超）之直播權。[8]
- 2010年3月8日，now TV宣佈取得意大利甲組足球聯賽（意甲）2010/11及2011/12年度每季304場香港播放權，佔全季聯賽的80%。
- 2010年4月8日，now TV宣佈取得法國甲組足球聯賽 (法甲) 2010/11及2011/12年度兩個賽季的香港播放權。
- 2010年10月5日，電訊盈科和美國NBA職業籃球攜手達成合作，透過電訊盈科四網合一播放NBA TV頻道，主要WNBA及NBA賽事播足350場，由2011/12賽季開始至2015/16年度賽季，now TV將是獨家播放NBA賽事的收費電視服務商。
- 2011年4月20日，now TV成功與Sogepec延續獨家協議，繼續於香港播放西班牙甲組聯賽（「西甲」）的賽事至2014/15年度賽季。[9]
- 2011年7月18日，now TV奪得2012年歐洲國家盃香港區獨家播放權，並會以高清直播全部31場賽事。[10]
- 2011年8月18日，香港足球總會董事及南華足主羅傑承於其網誌上公布與now TV取得共識，將now Sports 4（634頻道）改為24小時播放的香港足球頻道，用於製作有關香港甲組聯賽、乙組聯賽、丙組聯賽、青年賽事、和學界賽事的節目。頻道製作費部分由now TV贊助，另外部分由球會及足總負責，至於電視台的廣告收入在扣除有關開支後，交由給足總分賬。新頻道於9月3日直播球季首戰傑志對晨曦的賽事，並於9月27日正式啟播。該頻道並未有如最初消息所指成為免費頻道。[11][12]
- 2012年3月30日，獲廣播事務管理局批准，增加以大廈內同軸電纜系統的傳送方式傳送。[13]
- 2012年5月，推出「Now隨身睇」服務，以Over-the-top形式透過互聯網把部分內容傳送至電腦、平板電腦及智能手機。
- 2012年10月18日，now TV與馬來西亞電訊（Telekom Malaysia Berhad, TM）簽訂海外內容分銷協議，為其海外業務發展開創了首個里程碑。透過雙方的合作，在TM的收費電視服務HyppTV，提供Now International、now芒果台（103頻道）及now海潤台（105頻道）。
- 2012年11月13日，now TV宣佈已與英格蘭超級聯賽達成協議，取得由2013/14年球季起三個英格蘭超級聯賽球季的香港獨家播放權。有消息指，若now TV成功申請本地免費電視台牌照，會安排部份英超於免費台播放。（页面存档备份，存于）
- 2012年12月7日，now TV與泰國光纖網絡營運商Cable Thai Holding Public Company Limited（CTH）達成協議，於CTH的收費電視平台推出兩條now TV品牌頻道，now芒果台（103頻道）及now海潤台（105頻道）。這些頻道的節目亦會配上泰文字幕及泰語配音，以迎合當地觀眾。這個新協議是now TV緊隨著10月落地馬來西亞後，就拓展海外版圖的第二個重要里程碑。
- 2015年5月28日，now TV宣佈奪得2015美洲國家盃香港獨家播放權，並會以高清直播全部26場賽事。[14]
- 2015年8月11日，電訊盈科媒體有限公司取得西班牙甲組聯賽（「西甲」）未來三個賽季的香港獨家播放權至2017/18年。[15]
- 2015年8月12日，now TV與FOX SPORTS宣佈，將分別於8月及9月份開始，為香港球迷帶來德國甲組聯賽（「德甲」）及歐霸盃的直播賽事。[16]
- 2015年9月25日，now TV宣佈通過與英超香港新播放權持有人樂視體育香港的獨家協議，將繼續直播2016-19季度英超賽事。now TV將全數播放樂視體育香港播放的賽事。[17]
- 2016年3月17日，now TV宣布與串流平台Netflix展開合作，於同年8月23日開始，用戶可以透過機頂盒輸入頻道號碼535收看Netflix的節目。這使now TV成為香港第一家讓客戶透過機頂盒，在電視上收看Netflix的電視營運商。[18]不過，這項服務只適用於Now One、PCCW 6845及PCCW 6950機頂盒。[19]
- 2016年3月30日，now TV宣佈奪得2016美洲國家盃香港獨家播放權，美洲國家盃為慶祝100周年，連續兩年舉辦該項盛事，今年6月份將會首次於美國進行，並會以高清直播全部32場賽事。[20]
- 2016年4月27日，now TV宣佈取得歐洲國家盃2016香港區收費電視播放權，以標清及高清制式直播全部51場賽事，[21]歐洲國家盃2016開幕後也安排4場賽事在ViuTV播出
- 2016年6月19日，now TV推出支援4K UHD的Now One機頂盒。[22]Now One機頂盒使用了最新用戶操作介面UX3，配用專用硬盤可錄影數碼地面廣播頻道及Now TV 絕大部分直播節目頻道。
- 2016年8月29日，香港足球總會宣佈，now TV成為香港足球代表隊的官方指定播放機構，為香港代表隊之主場賽事及部分作客賽事提供直播至2018年，當中包括省港盃、亞洲盃外圍賽及所有（主場）國際足球友誼賽賽事。[23]
- 2017年11月，now TV及ViuTV宣佈取得2018年世界盃電視獨家播映權[24][25]。
- 2018年年初，now TV名稱在電訊盈科公司對外文件由小楷now TV改為大楷Now TV。
- 2018年5月17日，電訊盈科媒體宣佈推出 OTT影視平台服務Now E，提供體育、影視及娛樂服務，不受互聯網服務供應商限制，並推出專屬Android TV系統機頂盒[26]。
- 2018年7月9日，由於樂視體育香港停播關係，now TV宣佈已與英格蘭超級聯賽達成協議，取得2018/19年英格蘭超級聯賽球季的香港獨家播放權。而ViuTV免費直播部份英超賽事。
- 2018年7月12日，由於TVB體育組解散關係，now TV宣佈已與beIN SPORTS達成協議，8月1日起將會新增beIN SPORTS 1（638頻道）及beIN SPORTS 2（639頻道）兩條頻道，而now Sports 2（632頻道）升級為beIN - Now Sports 2，成功將西班牙甲組足球聯賽(2018-23)、意大利甲組足球聯賽(2018-21)及法國甲組足球聯賽(2018-21)納入Now TV。連同在FOX SPORTS播放的德國甲組足球聯賽(2015-2020)及聯同now TV自己本身播放的英格蘭超級足球聯賽，令now TV變相取得歐洲五大聯賽的香港區播映權。
- 2018年8月30日，beIN SPORTS 1（638頻道）直播歐洲聯賽冠軍盃的分組賽抽籤。由於過往抽籤儀式皆由取得歐聯播映權的電視台直播，意味著Now TV很大機會取得來季的歐聯播映權；但now TV一直未公佈相關消息，其後有線電視於同年9月14日宣佈繼續取得播映權。[27]Now TV同年9月15日終於宣佈取得播映權，9月18日起將會新增beIN SPORTS 3（643頻道）、beIN SPORTS 4（644頻道）及beIN SPORTS 5（645頻道）三條頻道及2023年3月27日，亦都新增多一條頻道beIN SPORTS 6（646頻道）。[28]
- 2018年，now TV在推展以更高畫質廣播方面有所進步，now TV自製頻道now新聞台及now財經台終於由SD標清畫質升級為HD高清畫質廣播。另外，now TV在6月全港首次以4K畫質直播2018世界杯賽事，及在12月31日全港首次以4K畫質直播2019香港除夕倒數煙火滙演，是香港電視史上第一個持牌廣播機構以4K畫質播出直播節目。
- 2019年1月3日，Now TV宣佈已與英格蘭超級聯賽達成協議，取得由2019/20年球季起三個英格蘭超級聯賽球季的香港獨家播放權[29]。自2013年起，Now TV一直播放英超賽事，意味著Now TV將連續9年直播英超。亦是香港史上首次由一機構連續兩次投得英超香港播映權[30]。免費電視平台方面，2019年至2020年球季和2020年至2021年球季由ViuTV同步轉播Now TV，2021年至2022年球季由ViuTVsix同步轉播。
- 2019年5月8日，Now TV宣佈取得2020年歐洲國家盃決賽周的香港獨家播放權，自2008年後，Now TV已連續4屆播放歐洲國家盃。
- 2019年8月，Now TV體育頻道重整，Now Sports，Now Sports英超，Now Golf更換台徽。650頻道因應bein sports取得Rugby World Cup 2019播映權，頻道名稱由Now Sports 650更名為bein sports Rugby。680頻道名稱由Now Sports 680更名為Now Sports Plus。
- 2019年8月10日，Now TV全港首次以4K直播英超，Now Sports 4K（611頻道）啟播，只需要是Now TV已購英超直播的用戶（包括現有或新申請6星級體育組合、星級體育組合或足球組合之用戶），配置Now One 機頂盒、支援4K解像度的電視加上光纖網絡接駁，便可以收看英超4K直播，不另收費。每個星期大約會有2場英超賽事作4K直播，全季合共76場。首場英超4K直播賽事是8月10日03:00 利物浦主場對諾域治。除了英超4K直播，Now Sports 4K（611頻道）更會精選西甲賽事作4K直播。8月16日，巴塞羅那作客對畢爾包成為首場西甲4K直播賽事。
- 2020年4月9日，Now TV 因應香港市民就2019冠状病毒病疫情而保持社交距離及留守家中，推出「抗疫在家　娛樂一家 Stay Home Stay Entertained」[31]，提供為期2個月的Now TV及Now E免費內容，讓全港市民及用戶收看。在4月9日至6月8日，Now TV開放部份頻道，客戶可透過電視、電腦或Now Player應用程式，免費任睇2個月12條Now TV頻道及7個自選服務，頻道包括now劇集台（102頻道）、nowJelli紫金國際台（108頻道）、HBO Family（112頻道）(由4月9日至5月8日止)、MOViE MOViE（116頻道）(由5月8日至6月8日止)、now爆谷台（133頻道）(由5月8日至6月8日止)、BBC Earth（220頻道）、CNN International（316頻道）、now新聞台（332頻道）、now財經台（333頻道）、Nickelodeon（444頻道）、Da Vinci（460頻道）、Lifetime（525頻道）、Asian Food Channel 亞洲美食台（527頻道）、now Sports 精選（630頻道）；自選服務包括now劇集台自選服務、NowJelli 紫金國際台自選服務、MOViE MOViE on Demand(由5月8日至6月8日止)、now爆谷台自選(由5月8日至6月8日止)、BBC Earth自選服務、now新聞台自選服務、now財經台自選服務、Lifetime自選服務、now Sports 精選自選服務。
- 2020年5月8日，now TV「抗疫在家　娛樂一家 Stay Home Stay Entertained」免費開放頻道加碼，加入now華劇台（105頻道）及自選服務、Animax（150頻道）及自選服務、GEM（151頻道）及自選服務、History（223頻道）、History HD（225頻道）、food network（526頻道），免費觀看一個月，直至6月8日。
- 2020年8月6日，電訊盈科對媒體業務進行策略評估，將持有Now TV業務的電訊盈科媒體全部股份轉讓予香港電訊，作價2.5億美元，相當於19.5億港元。

- 2021年3月30日，Now TV宣布推出全新自選服務Now Studio，以嶄新選片角度揀選多部從未在香港推出的獨家歐美劇集，除了屢獲大獎的作品外，更以權威性的網絡評分為參考指標。題材方面更挑戰傳統禁忌，由得獎大熱喜劇、討論度高的話題作品、到挑戰界限的爭議劇集。Now Studio都盡量以完整版本呈現給本港劇迷。[32]
- 2021年6月9日，Now TV宣布與beIN SPORTS續約3年。除將繼續直播歐聯及歐霸賽事外，更會直播歐洲足協新設的歐洲協會聯賽及歐洲青年聯賽賽事。
- 2021年7月14日，Now TV啟動「STEM獎勵計劃」，致力鼓勵全港小學生全方位學習STEM，結合不同的STEM任務，包括睇片學STEM、做工作紙考驗STEM知識、動手做實驗、睇STEM書籍等，讓同學們邊睇、邊學、邊做，提高學習的趣味性。完成指定數量及要求的任務，同學可獲得金、銀、銅章以作表揚，成績優異者更可獲得獎學金。[33][34]
- 2021年8月16日，因應Fox Sports停播，Now TV宣布另外自行購入2021年美國網球公開賽播放權，並安排於634及636台播放; 同日也宣佈另外自行購入UFC終極格鬥冠軍賽，除了安排於680台播放外，更加設廣東話評述。
- 2021年9月2日，Fox Sports停播後一日，Now TV宣布已自行購入F1播映權自2022年，並安排於680台播放；而且更向Fox Sports購入9月3場比賽的廣東話評述聲道。連同早前亞洲足協兩大球會賽事，美網及UFC終極格鬥，自此Fox Sports停播後所帶來的播放權空白已大致解決。
- 2022年2月17日，Now TV宣佈已與英格蘭超級聯賽達成協議，取得由2022/23年球季起三個英格蘭超級聯賽球季的香港獨家播放權，意味著Now TV將連續12年直播英超。免費電視平台由ViuTVsix每月轉播一場賽事。
- 2022年5月24日，Now TV推出全新Now H1机顶盒，搭载Android TV系统。
- 2022年8月11日，電訊盈科宣佈取得2022年卡搭爾世界盃的獨家播映權。Now TV及Now E將以4K直播全部64場賽事，免費電視ViuTV則直播其中19場賽事（包括揭幕戰、兩場準決賽及決賽）。[35]
- 2023年5月29日，Now TV與beIN SPORTS合作，播放2023起三個賽季至2025年世界一級方程式錦標賽（F1），除了於beIN SPORTS 1（638頻道）播出外，亦於Now Sports 4K 2（612頻道）4K播放[36]。
- 2023年6月1日，隨著香港有線電視停止收費電視服務，Now TV成為了香港唯一一間收費電視台。
- 2023年8月11日，Now TV與西班牙甲組足球聯賽 （LALIGA EA Sports） 達成協議，取得在香港未來三個賽季的播映權。自2009年起，Now TV一直播映西甲賽事，意味著Now TV將連續17年直播西甲。與2018-2023年不同的是，此次播映權版權全由Now TV所擁有，而非過去5年與beIN Sports共享版權。故此，beIN - Now Sports 2（632頻道）回復舊稱now Sports 2。
- 2023年8月18日，now TV與beIN Sports宣佈，將於8月份開始，為香港球迷帶來德國甲組聯賽（「德甲」）的直播賽事[37]。這是Now TV繼2015-2020年後再次直播德甲賽事，亦是繼2018年後，Now TV再次包攬歐洲五大聯賽及歐洲三大盃的播映權，更邀得過往在有線電視評述德甲而聞名的劉舜文擔任粵語評述。
- 2023年10月21日，now TV宣佈已經取得由2023/24年至2025/26年共三季的NBA播映權，將會於常規賽賽期每日安排直播一場粵語評述賽事（當中逢星期六的一場為每週精選賽事並由ViuTV直播）及一場由NBA TV負責的直播賽事，並直播季中錦標賽（又稱NBA盃）、全明星賽、季後賽及總決賽所有賽事（當中總決賽會同ViuTV同步聯播）。同時now TV邀得著名評述員張丕德及丘雨勤，連同兩名前香港代表隊成員：翁金驊，蘇伊俊，及自2016年開始擔任評述的張存華擔任粵語評述[38]。意味於2011-2016年後，now TV相隔8年再次播放NBA賽事；唯與8年前不同的是，是次將會新增641及642頻道作獨立收費播放，當中NBA TV會於642頻道重新登陸。
- 2024年1月15日，Now TV智能電視應用程式率先於AndroidTV平台上推出，並於2月中擴展至Samsung及LG智能電視平台推出，讓新客户及現有客戶可以於不安裝解碼器情況下收看now TV提供的內容。
- 2024年2月22日，Now TV母公司香港電訊於業績會上公佈，取得2024年歐洲國家盃播放權，預期會帶來更多廣告收入。Now TV自2008年歐國盃起，連續6屆取得該賽事的播放權。[39]同年5月13日，Now TV宣布由ViuTV首席女團Collar擔任歐國盃宣傳大使。6月7日，ViuTV宣布將免費直播其中5場賽事，包括揭幕戰、三場分組賽及決賽。
- 自2024年5月起，由於Now E尚未列出有關2024年歐洲國家盃通行證收費計劃，一度傳出Now E將終止服務，逼使用戶須簽約使用Now TV服務。最終香港電訊在6月發表聲明，證實Now E相關服務會併入Now TV應用程式（包括流動裝置應用程式「Now Player隨身睇」和Now TV智能電視應用程式），用戶仍可透過應用程式或網站訂購服務，無需簽約及安裝機頂盒，即可以網絡收看節目[40]。隨後於6月5日香港電訊的傳媒聚會中公怖更多細節，當中包括新功能及播放質素改善，並保留Now E的收費架構。[41][42]
- 2024年8月，Now TV公布最新收費，形式與Now E無異，即無需簽約，只需一次付費，便可以應用程式或網站收看節目，但費用比Now E有所增加。如客戶需加裝電視機頂盒，方才需要簽訂合約。然而，在有關「六星級體育組合」的收費內容上，足球賽事雖仍包含beIN Sports頻道，但只介紹了會直播德甲賽事，對上六季均直播之意甲、法甲及歐洲三大盃（歐聯、歐霸及歐協聯）賽事則未有公布。8月17日球季開始，beIN Sports 1（638頻道）及beIN Sports 2（639頻道）節目表亦再無顯示有關意甲及法甲的賽事，德甲賽事亦改於beIN Sports 3（643頻道）播放。不過，beIN Sports 3、beIN Sports 1及beIN Sports 2仍有直播歐洲三大盃外圍附加賽及歐洲超級盃賽事，亦有顯示8月31日將直播分組賽抽簽。意味著Now TV仍擁有英超、西甲、德甲及歐洲盃賽賽事播映權，但失去了意甲及法甲播映權。隨後beIN Sports於其官方網站中發表聲明 （页面存档备份，存于），表示因種種原因（當中可能涉及意甲及法甲播映權分銷商盈方體育傳媒），新一輪意甲亞洲區轉播權仍未確認，其後有線寬頻開電視在宣傳片宣佈在11月23日播映意甲賽事，所以Now TV失去意甲播映權，同時也確認失去法甲新一輪亞洲區轉播權。
- 2024年8月30日，Now TV宣佈已與英格蘭超級聯賽達成協議，取得由2025/26年球季起三個英格蘭超級聯賽球季的香港獨家播放權，意味著Now TV將連續15年直播英超。免費電視平台由ViuTVsix每月轉播一場賽事。
- 2024年10月23日，Now TV宣布2024/25 NBA賽季期間，逢星期六會額外於641台直播多一場賽事，連同交由ViuTV免費直播的一場賽事，代表逢星期六將會直播兩場賽事；同時，擔任NBA評述的丘雨勤亦於其Facebook專頁公怖，前香港代表隊成員蔡芳裕及現任香港代表隊蔡再懃將會加入評述員團隊，同時曾於Now TV擔任評述員的貝可泓將會回歸。
- 2024年11月22日，Now TV宣佈取得英格蘭足總盃2024/25年起四個球季賽事香港獨家播放權，由2025年1月11日起新增681頻道及682頻道直播。[43]
- 2024年12月30日，Now TV近期向用戶發信指，接獲韓國收費電視網絡SPOTV通知，對方決定撤出香港收費電視市場，因此SPOTV（670頻道）及SPOTV 2（671頻道）將於2025年2月1日起終止服務。NowTV稱，已爭取相關主要體育內容的轉播權，新節目安排將緊接生效：世界羽聯巡迴賽將更新到頻道now Sports Plus（680頻道）及 now Sports 1（631頻道）、溫布頓網球公開賽、美國網球公開賽將會在now Sports 4（634頻道）及now Sports 6（636頻道）播放、美國高爾夫球大師賽、英國高爾夫球公開賽及LIV高爾夫錦標賽會在now Golf 2（683頻道）及 now Golf 3（684頻道）播放、沙特職業足球聯賽於now Sports 3（633頻道）播放，世界乒乓球職業大聯盟會在now Sports 1（631頻道）播放。
- 2025年1月14日，與香港海洋公園再次合作，推出熊貓TV，直播熊貓的一舉一動。[44]
- 2025年2月25日早晨开始，Now TV出现大范围服务故障，大部分频道无法正常观看。为此Now TV临时安排仍能正常播放的now新闻台以及免费电视频道ViuTV、ViuTVsix播出香港时间26日凌晨进行的英超赛事，并临时在网上提供多条频道的直播。[45]至26日晚间，Now TV称服务已逐步恢复。
- 2025年3月2日，剛經歷完大規模故障的Now TV於毫無預告之情況下透過更新節目表方式宣布已取得世界電單車錦標賽（MotoGP）播映權，並由排位賽起開始直播，當中正賽當日會提供粵語評述。唯因事出突然，故首站比賽只提供正賽直播並不帶任何粵語評述，同時首三站會安排於680台或631台直播；由2025年4月起改於新設的647台直播。
- 2025年7月14日，香港電訊宣布Now E與Now TV的服務整合即將完成，並由即日起至8月14日開始通知現有用戶進行帳戶合併程序[46]，意味Now E將會於8月14日起正式停止服務。
- 2025年8月15日，法甲、意甲重新登陸beIN Sports，即是now TV繼續擁有歐洲六大聯賽轉播權。[47]

## 投訴事項
跟香港有線電視一樣，不良銷售手法亦在now TV出現，例如合約模糊不清，取消服務過程過於繁複等，消費者委員會也接獲不少投訴。
now TV「聲稱」ESPN可看所有英超賽事，但事實上卻另闢now SPORTS頻道播放英超球賽，now TV職員涉嫌誤導客戶。

now TV「強調」可收看所有的哥爾夫球賽及未來所有的英超球賽，但實際上只能觀看部分節目，now TV因不能兌現承諾使得客戶極度憤怒。

### 外購頻道插播宣傳片及商業廣告
2006年開始，於now TV播放的部分外購頻道（FOX Movies、Discovery Channel、動物星球頻道、TLC旅遊生活頻道、CNBC、Bloomberg Television、Animax、AXN、FOX、亞洲美食台），被now TV在有關頻道部分原本播放該頻道之節目宣傳片的時間（每個節目的第2節及第3節之間，或兩個節目之間）插播節目宣傳片及商業廣告；由於部分海外收費電視台的外購頻道因插播商業廣告影響正常節目播放，故有訂戶擔心有關安排，加上可能增加會插播宣傳片及商業廣告的外購頻道數量，原有節目遭插播宣傳片影響，部分內容因而無法看到。現時被now TV插播宣傳片及商業廣告的外購頻道（包括獨家播放頻道）達18條，為全港收費電視台之冠。
而myTV SUPER則在TVBS-Asia（無線衛星亞洲台）插播宣傳片。

### 系統故障
由投入服務到2024年，Now TV相對較少發生故障，即使發生故障也相對輕微或者是很快搶修完成，加上很快作出節目調動上安排（如2018年世界盃期間因now E系統故障安排了ViuTV額外同步直播數場比賽），所以對觀眾影響大致上輕微。
2025年2月25日早上，Now TV突然發生大型系統故障，除了所有電視頻道及自選服務受影響外，還波及到ViuTV網站及應用程式的節目重溫；唯直至到當日深夜仍未搶修完成，更需要安排當日的其中兩場英超賽事於ViuTV 99及96台直播，並緊急借用了Now 新聞台直播其中一場賽事。直至2月26日傍晚，ViuTV部分節目重溫服務及經機頂盒收看的頻道回復正常，而自選服務及所有應用程式則仍然暫停。最終Now TV聲稱於2月27日下午回復正常。
不過直至2025年3月1日Now TV的Facebook官方頁面仍然有大量客戶投訴未能收看，而自選服務不時停止服務。質疑Now TV官方釋出錯誤訊息，誤導客人服務完全恢復正常。而最終要到3月初now E系統維修完成後事件才告一段落。
Now TV數日以來未能提供服務，未有有任何官方解釋。同時於3月初官方發信向訂戶致歉並送贈$100 Now Dollars作賠償。（價值相等於於Now TV租看一套電影的價錢）

## 互動功能
now TV在香港收費電視中開了很多先河，以互動功能為主。但部分功能，如互動投票在2015年已停用。
- 互動電視節目
- now電子互動時間表
- One Link（所有已訂閱頻道均可按One Link進入互動功能）
  - 互動有獎遊戲 nowgame
- 互動廣告
- now 錄影服務（UX2） / 儲存以稍後觀看（UX3）
- now 自選服務

## 定價
用戶須使用設有寛頻網路的香港地址透過香港電訊實名購買now TV的任何服務計劃（包括MAX、Netflix)，而每一組合或頻道沒有固定價錢及收費不一，詳情請向香港電訊職員查詢。

## 免費直播頻道
只需免費註冊，成為免費會員，即可免費收看。
| 頻道號碼 | 頻道名稱             | 備註                                                 |
| -------- | -------------------- | ---------------------------------------------------- |
| 200      | 熊貓TV               | 直播於每日早上10時至晚上7時                          |
| 321      | Bloomberg Television |                                                      |
| 325      | Al Jazeera English   |                                                      |
| 328      | NHK WORLD-JAPAN      |                                                      |
| 329      | RT                   |                                                      |
| 330      | CGTN                 |                                                      |
| 331      | Now直播台            |                                                      |
| 332      | Now新聞台            |                                                      |
| 333      | Now財經台            | 隱藏頻道（只需任選直播頻道進入，在+CH-選項方可找到） |
| 366      | 鳳凰衛視資訊台       |                                                      |
| 367      | 鳳凰衛視香港台       |                                                      |
| 371      | 東森亞洲新聞台       |                                                      |
| 538      | 中天亞洲台           |                                                      |
| 540      | 深圳衛視             |                                                      |
| 541      | CCTV-1               |                                                      |
| 542      | CCTV-4               |                                                      |
| 543      | 大灣區衛視           |                                                      |
| 545      | 中央電視台新聞頻道   |                                                      |
| 548      | 鳳凰衛視中文台       |                                                      |
| 551      | 東方衛視國際頻道     | 隱藏頻道（只需任選直播頻道進入，在+CH-選項方可找到） |
| 552      | OneTV 綜合頻道       |                                                      |
| 553      | 三沙衛視             |                                                      |
| 555      | 浙江衛視             |                                                      |
| 561      | ABC Australia        |                                                      |
| 630      | Now Sports Prime     |                                                      |

## 頻道歷史
| 停播時間       | 停播前號 | 頻道名稱（譯稱）                    | 停播原因 |
| -------------- | -------- | ----------------------------------- | --- |
| 2005年6月      | 89-93    | 足球頻道系列（如足球89，足球90...） | 不再購買法國甲組聯賽 以及將德國盃、意大利盃、西班牙盃和巴西全國甲組聯賽等賽事 轉移到收費的ESPN後停播。 |
| 不詳           | 101      | 頻道列表                            | now TV台號重整至3位數字期間作為幫助觀衆適應安排之用。 |
| 2006年10月11日 | 851      | 廣東衛視                            | 廣東衛視與無綫網絡電視的合約結束，現在於澳門有線電視11頻道播放。 |
| 2007年2月28日  | 861      | 一手新聞台                          | 一手新聞台與無綫網絡電視的合約結束。 |
| 2007年11月21日 | 324      | 24小時亞視新聞台                    | 亞洲電視與now TV的合約結束。 |
| 2007年12月31日 | 262      | Voyages                             | Voyages與now TV的合約結束。 |
| 2008年4月1日   | 536      | 東亞衛視                            | 東亞衛視與now TV的合約結束。 |
| 2008年7月1日   | 530      | Zone Reality                        | Zone Reality 與 now TV的合約結束。 |
| 2008年11月21日 | 100      | 節目預告頻道                        | 節目預告頻道停播。 |
| 2009年4月6日   | 450      | Hong Kong Disneyland Channel        | 香港迪士尼樂園與now TV的合約結束。 |
| 2009年8月31日  | 538      | 家娛頻道                            | 家娛頻道與now TV的合約結束。 |
| 2009年8月31日  | 553      | Soundtrack Channel（STC）           | Soundtrack Channel 與 now TV的合約結束。 |
| 2009年9月25日  | 547      | 人間衛視                            | 人間衛視與now TV的合約結束。 |
| 2009年12月1日  | 818      | 英皇娛樂台                          | 英皇娛樂與無綫網絡電視的合約結束。 |
| 2009年12月29日 | 520      | Voom標清頻道                        | Voom 與 now TV的合約結束。 |
| 2009年12月29日 | 521      | Voom高清頻道                        | Voom 與 now TV的合約結束。 |
| 2010年5月31日  | 638      | now Sports 8                        | now Sports 8停播。 |
| 2010年5月31日  | 639      | now Sports 9                        | now Sports 9停播。 |
| 2010年10月22日 | 661      | now Sports HD Plus                  | now Sports HD Plus停播。 |
| 2010年12月31日 | 853      | 東南衛視                            | 東南衛視與無綫網絡電視的合約結束。 |
| 2011年1月4日   | 682      | The Golf Channel                    | The Golf Channel 與 now TV的合約結束。 |
| 2011年1月4日   | 683      | Golf Tour Channel                   | Golf Tour Channel 與 now TV的合約結束。 |
| 2011年6月12日  | 544      | Daystar TV                          | 晨星電視台與now TV的合約結束。 |
| 2011年7月31日  | 546      | GOD TV                              | GOD TV 與 now TV的合約結束。 |
| 2011年9月30日  | 533      | 中國國際教育電視台                  | 中國國際教育電視台與now TV的合約結束。 |
| 2011年12月1日  | 905      | 5X成人台1                           | 5X成人台與now TV的合約結束。 |
| 2012年1月3日   | 581-595  | DMX Music                           | DMX Music 與 now TV的合約結束。 |
| 2012年1月31日  | 138      | 美亞電視劇台                        | 美亞娛樂與now TV的合約結束 美亞電視劇台由2012年2月20日起於美亞天天在線網站播放（后因2013年5月30日播放《大生活》第5集及《家有公婆》第8集后腰斬，終止在美亞天天在線網站播放并更換為LSTV頻道）。                           |
| 2012年12月1日  | 449      | KidsCo                              | KidsCo 與 now TV的合約結束。 |
| 2012年12月31日 | 519      | We TV                               | We TV 與 now TV的合約結束。 |
| 2013年1月31日  | 113      | HBO Signature Plus 1                | HBO與now TV的合約結束。 |
| 2013年1月31日  | 798      | Star Vijay                          | Star India與now TV的合約結束。 |
| 2013年6月1日   | 638      | Goal TV 1                           | GOAL TV 與 now TV的合約結束。 |
| 2013年6月1日   | 639      | Goal TV 2                           | GOAL TV 與 now TV的合約結束。 |
| 2013年6月3日   | 812      | TVB音樂台                           | TVB音樂台停播。 |
| 2013年8月23日  | 550      | 好消息二台                          | 好消息衛星電視台與now TV的合約結束。 |
| 2013年8月30日  | 517      | ITV Choice                          | 英國獨立電視台與now TV的合約結束。 |
| 2013年11月21日 | 508      | snaap!                              | snaap!停播。 |
| 2013年11月28日 | 122      | AMC                                 | AMC 與 now TV的合約結束。 |
| 2013年12月19日 | 502      | YP 互動頻道 502                     | YP 互動頻道 502停播。 |
| 2014年1月9日   | 509      | 視察易                              | 視察易停播。 |
| 2014年2月24日  | 821      | 冬奧1台                             | 冬奧1台停播。 |
| 2014年2月24日  | 822      | 冬奧2台                             | 冬奧2台停播。 |
| 2014年2月24日  | 823      | 冬奧3台                             | 冬奧3台停播。 |
| 2014年2月24日  | 824      | 冬奧4台                             | 冬奧4台停播。 |
| 2014年2月24日  | 825      | 冬奧5台                             | 冬奧5台停播。 |
| 2014年2月24日  | 826      | 冬奧6台                             | 冬奧6台停播。 |
| 2014年2月24日  | 827      | 冬奧速遞台                          | 冬奧速遞台停播。 |
| 2014年5月1日   | 551      | 香港衛視精品台                      | 香港衛視精品台停播。 |
| 2014年7月1日   | 147      | 天映頻道                            | 天映頻道與now TV的合約結束。 |
| 2014年7月1日   | 148      | 天映經典頻道                        | 天映經典頻道與now TV的合約結束，現在於myTV SUPER 203頻道播放。 |
| 2014年7月14日  | 819/839  | 19台                                | 19台停播。 |
| 2014年7月14日  | 802      | TVB電影台                           | TVB電影台停播。 |
| 2014年8月1日   | 532      | Fashion TV                          | Fashion TV 與 now TV的合約結束。 |
| 2014年8月5日   | 554      | MTV ASIA                            | MTV ASIA與now TV的合約結束。 |
| 2014年8月15日  | 671      | STAR Sports                         | 衛視體育台改名為FOX Sports 2。 |
| 2014年8月15日  | 672      | FOX SPORTS PLUS                     | Fox Sports改名為FOX Sports 3。 |
| 2014年8月15日  | 663      | Fox Sports Extra                    | Fox Sports改名為FOX Sports 3。 |
| 2014年8月15日  | 664      | STAR Sports Plus                    | STAR Sports與now TV的合約結束。 |
| 2014年12月1日  | 558      | KMTV                                | KMTV 與 now TV的合約結束，現在於UTV 529頻道播放。 |
| 2015年2月1日   | 103      | now芒果台                           | 因應湖南廣播電視台與now TV的合約結束，now芒果台停播。 |
| 2015年3月3日   | 534      | 江蘇衛視                            | 江蘇衛視與now TV的合約結束，由該電視台節目的nowJelli紫金國際台取代。 |
| 2015年4月1日   | 810      | TVB Good Show台                     | TVB Good Show台停播。 |
| 2015年4月1日   | 811      | TVB兒童台                           | 因TVB兒童節目組解散而停播。 |
| 2015年5月1日   | 513      | BeTV                                | beTV與now TV的合約結束。 |
| 2015年5月1日   | 518      | KIX                                 | KIX 與 now TV的合約結束，現在於myTV SUPER 304頻道播放。 |
| 2015年6月15日  | 505      | now Game                            | now Game停播。 |
| 2015年7月22日  | 669      | 幸運88台                            | 幸運88台停播。 |
| 2015年11月24日 | 660      | now Sports HD                       | 因now體育多條頻道陸續由標清提升為高清而停播。 |
| 2015年12月2日  | 571-577  | DBC 數碼一至七台                    | DBC 數碼電台與now TV的合約結束。 |
| 2015年12月29日 | 546      | 亞洲聯合衛視                        | 亞洲聯合衛視與now TV的合約結束。 |
| 2015年12月29日 | 814      | TVBS新聞台                          | now TV停播TVBS新聞台，而無綫網絡電視於2017年6月1日停播，現在於myTV SUPER 702頻道播放。 |
| 2015年12月29日 | 820      | TVB高清體育台                       | TVB高清體育台停播。 |
| 2015年12月29日 | 898      | TVB資訊台                           | TVB資訊台停播。 |
| 2016年1月1日   | 101      | now101台                            | now101台停播。 |
| 2016年1月22日  | 564      | Trinity Broadcasting Network        | TBN與now TV的合約結束。 |
| 2016年4月11日  | 445      | Discovery Kids                      | Discovery Kids與now TV的合約結束。 |
| 2016年5月31日  | 560      | The Indonesia Channel               | The Indonesia Channel與now TV的合約結束。 |
| 2016年5月31日  | 676      | Eurosport                           | Eurosport與now TV的合約結束。 |
| 2016年5月31日  | 677      | Eurosportnews                       | Eurosport與now TV的合約結束。 |
| 2016年8月31日  | 785      | ABP News                            | ABP News 與 now TV的合約結束。 |
| 2016年10月31日 | 533      | Li                                  | Li與now TV的合約結束。 |
| 2016年11月1日  | VOD      | BBC On Demand                       | 由 BBC First 自選服務取代。 |
| 2016年12月31日 | 503      | BBC Entertainment                   | 配合BBC Worldwide 的全球策略停播。 |
| 2017年3月1日   | 553      | 北京衛視                            | 北京衛視與now TV的合約結束，現在於UTV 601頻道播放。 |
| 2017年3月31日  | 812      | 美亞電影台                          | now TV停播美亞電影台，而無綫網絡電視於2017年6月1日停播，現在於myTV SUPER 201頻道播放。 |
| 2017年3月31日  | 836      | 神州新聞台                          | now TV停播神州新聞台，而無綫網絡電視於2017年6月1日停播。 |
| 2017年4月24日  | 673      | Fox Sports News                     | Fox Sports News於全亞洲區停播，部份節目已轉往FOX Sports。 |
| 2017年6月30日  | 507      | Syfy Universal                      | Syfy Universal 於全亞洲停播，部份節目已轉往DIVA頻道。 |
| 2017年6月30日  | 509      | Universal Channel                   | Universal Channel 於全亞洲停播，部份節目已轉往DIVA頻道。 |
| 2017年8月31日  | 161      | 星空衛視                            | 星空衛視與now TV的合約結束。 |
| 2017年8月31日  | 165      | Channel [V] 中國大陸                | Channel [V]與now TV的合約結束。 |
| 2017年8月31日  | 166      | Channel [V] 台灣                    | Channel [V]與now TV的合約結束。 |
| 2017年8月31日  | 796      | Channel [V] 印度                    | Channel [V]與now TV的合約結束。 |
| 2017年11月30日 | 904      | Playboy TV1                         | Playboy TV與now TV的合約結束。 |
| 2017年12月31日 | 505      | MTV LIVE                            | MTV LIVE與now TV的合約結束。 |
| 2017年12月31日 | 730      | MNC Channel                         | MNC International與now TV的合約結束。 |
| 2018年3月31日  | 446      | Toonami                             | Turner Broadcasting System旗下Toonami亞洲地區停播。 |
| 2018年7月15日  | 616      | Now 4K 世界盃 1台                   | Now 4K 世界盃 1台停播，僅供播放世界杯賽事。 |
| 2018年7月15日  | 617      | Now 4K 世界盃 2台                   | Now 4K 世界盃 2台停播，僅供播放世界杯賽事。 |
| 2018年7月15日  | 618      | Now 世界盃 1台                      | Now 世界盃 1台停播，僅供播放世界杯賽事。 |
| 2018年7月15日  | 619      | Now 世界盃 2台                      | Now 世界盃 2台停播，僅供播放世界杯賽事。 |
| 2018年8月1日   | 610      | Now 610                             | Now 610停播。 |
| 2018年7月31日  | 532      | Fashion One                         | Fashion One 與 now TV的合約結束，現在於myTV SUPER 603頻道播放。 |
| 2018年8月15日  | 134      | 中國電影頻道                        | 中國電影頻道與now TV的合約結束，現在於myTV SUPER 204頻道播放。 |
| 2018年8月15日  | 806      | 直播新聞台                          | 直播新聞台停播。 |
| 2018年8月15日  | 815      | TVB8                                | TVB8與now TV的合約結束。 |
| 2018年8月15日  | 818      | 體育台                              | 因TVB體育組解散而停播。 |
| 2019年1月2日   | 126      | 特納經典電影頻道                    | Turner Broadcasting System旗下TCM亞洲地區停播。 |
| 2019年1月15日  | 801      | 亞洲綜藝台                          | 由於無綫網絡電視已交還香港收費電視牌照而停播。 |
| 2019年1月15日  | 803      | 為食台                              | 由於無綫網絡電視已交還香港收費電視牌照而停播。 |
| 2019年1月15日  | 804      | 娛樂新聞台                          | 由於無綫網絡電視已交還香港收費電視牌照而停播，現在於myTV SUPER 91頻道播放。 |
| 2019年1月15日  | 805      | TVB新聞台                           | 由於無綫網絡電視已交還香港收費電視牌照而停播。 |
| 2019年1月15日  | 807      | 日劇台                              | 由於無綫網絡電視已交還香港收費電視牌照而停播。 |
| 2019年1月15日  | 808      | 韓劇台                              | 由於無綫網絡電視已交還香港收費電視牌照而停播。 |
| 2019年1月15日  | 809      | TVB經典台                           | 由於無綫網絡電視已交還香港收費電視牌照而停播，現在於myTV SUPER 86頻道播放。 |
| 2019年1月15日  | 810      | 華語劇台                            | 由於無綫網絡電視已交還香港收費電視牌照而停播，現在於myTV SUPER 89頻道播放。 |
| 2019年1月15日  | 811      | 精選亞洲劇台                        | 由於無綫網絡電視已交還香港收費電視牌照而停播。 |
| 2019年1月15日  | 816      | 翡翠即日重溫                        | 由於無綫網絡電視已交還香港收費電視牌照而停播。 |
| 2019年1月15日  | 817      | 粵語片台                            | 由於無綫網絡電視已交還香港收費電視牌照而停播，現在於myTV SUPER 200頻道播放。 |
| 2019年1月28日  | 154      | Oh!K                                | Turner Broadcasting System旗下Oh!K香港地區停播，其他地區（新加坡、馬來西亞）則照常播放。 |
| 2019年1月28日  | 317      | HLN                                 | HLN與now TV的合約結束。 |
| 2019年1月28日  | 550      | 道通天地                            | 道通天地與now TV的合約結束。 |
| 2019年5月23日  | 629      | now 英超9台                         | now 英超9台停播。 |
| 2019年5月31日  | 514      | Sony Channel                        | 索尼影業電視旗下Sony Channel亞洲地區停播，部分節目已轉到AXN。 |
| 2019年6月30日  | 222      | Fyi                                 | A+E Networks Asia旗下FYI亞洲地區停播，部分節目已轉到Lifetime。 |
| 2019年8月1日   | 369      | 中國新華電視中文台                  | 中國新華電視與now TV的合約結束。 |
| 2019年8月1日   | 370      | 中國新華電視英文台                  | 中國新華電視與now TV的合約結束。 |
| 2019年11月1日  | 100      | now香港台                           | now香港台停播，並由全新推出的「試睇區」（只限UX3界面用戶）取代now香港台。 |
| 2019年12月31日 | 506      | E! Entertainment Television         | 頻道全亞洲區停播，並由NBCUniversal的OTT服務hayU取代。 |
| 2019年12月31日 | 508      | DIVA                                | 頻道全亞洲區停播，並由NBCUniversal的OTT服務hayU取代。 |
| 2020年3月10日  | 129      | 電影預告頻道                        | 電影預告頻道停播，並由now影視點播站取代。 |
| 2020年3月25日  | 539      | 點心衛視                            | 因點心衛視已結束持牌電視服務而停播。 |
| 2020年3月31日  | 773      | Sony MIX                            | Sony India集团旗下Sony MIX全球停播。 |
| 2020年4月2日   | 545      | 創世電視                            | 創世電視與now TV的合約結束，現在於myTV SUPER 602頻道播放。 |
| 2020年5月19日  | 556      | 中國中文衛視                        | 中國中文衛視與now TV的合約結束。 |
| 2020年6月30日  | 516      | BLUE ANT Extreme                    | BLUE ANT Extreme與now TV的合約結束。 |
| 2020年7月30日  | 628      | now Sports 英超8台                  | now Sports 英超8台停播。 |
| 2020年9月26日  | 902      | 見摩之頻道1                         | 見摩之頻道停播。 |
| 2020年11月10日 | 682      | now Golf 1                          | now Golf 1停播。 |
| 2021年1月1日   | 214      | EVE                                 | Discovery Network與now TV的合約結束，部分節目已轉移至TLC旅遊生活頻道繼續播放。 |
| 2021年1月16日  | 151      | GEM                                 | KC Global Media與now TV的合約結束。 |
| 2021年2月1日   | 505      | Comedy Central                      | 頻道全亞洲區停播。 |
| 2021年6月17日  | 375      | 交通頻道                            | 交通頻道停播。 |
| 2021年6月17日  | 376      | 天氣頻道                            | 天氣頻道停播。 |
| 2021年6月17日  | 377      | 航班資訊                            | 航班資訊停播。 |
| 2021年6月17日  | 501      | Now Shop                            | Now Shop停播。 |
| 2021年7月31日  | 549      | 大愛電視                            | 大愛電視與now TV的合約結束。 |
| 2021年9月1日   | 117      | FOX Movies                          | 因應Disney+於亞洲推出，迪士尼旗下18條亞洲區頻道停播。 |
| 2021年9月1日   | 118      | FOX Action Movies                   | 因應Disney+於亞洲推出，迪士尼旗下18條亞洲區頻道停播。 |
| 2021年9月1日   | 120      | FOX Family Movies                   | 因應Disney+於亞洲推出，迪士尼旗下18條亞洲區頻道停播。 |
| 2021年9月1日   | 140      | 衛視卡式台                          | 因應Disney+於亞洲推出，迪士尼旗下18條亞洲區頻道停播。 |
| 2021年9月1日   | 160      | 衛視中文台                          | 因應Disney+於亞洲推出，迪士尼旗下18條亞洲區頻道停播，由東森亞洲衛視取代，now TV先行停播，香港有線電視停播前仍有播放。                                                                                                   |
| 2021年9月1日   | 217      | 國家地理悠人頻道                    | 因應Disney+於亞洲推出，迪士尼旗下18條亞洲區頻道停播，由戶外頻道、DreamWorks、HGTV、Now爆谷星影台、Travel Channel取代。                                                                                                  |
| 2021年9月1日   | 318      | FOX News                            | 因應Disney+於亞洲推出，迪士尼旗下18條亞洲區頻道停播，由戶外頻道、DreamWorks、HGTV、Now爆谷星影台、Travel Channel取代。                                                                                                  |
| 2021年9月1日   | 441      | Disney Channel                      | 因應Disney+於亞洲推出，迪士尼旗下18條亞洲區頻道停播，由戶外頻道、DreamWorks、HGTV、Now爆谷星影台、Travel Channel取代。                                                                                                  |
| 2021年9月1日   | 442      | Disney Junior                       | 因應Disney+於亞洲推出，迪士尼旗下18條亞洲區頻道停播，由戶外頻道、DreamWorks、HGTV、Now爆谷星影台、Travel Channel取代。                                                                                                  |
| 2021年9月1日   | 448      | Baby TV                             | 因應Disney+於亞洲推出，迪士尼旗下18條亞洲區頻道停播，由戶外頻道、DreamWorks、HGTV、Now爆谷星影台、Travel Channel取代。                                                                                                  |
| 2021年9月1日   | 518      | Fox                                 | 因應Disney+於亞洲推出，迪士尼旗下18條亞洲區頻道停播，由戶外頻道、DreamWorks、HGTV、Now爆谷星影台、Travel Channel取代。                                                                                                  |
| 2021年9月1日   | 521      | Fox Life                            | 因應Disney+於亞洲推出，迪士尼旗下18條亞洲區頻道停播，由戶外頻道、DreamWorks、HGTV、Now爆谷星影台、Travel Channel取代。                                                                                                  |
| 2021年9月1日   | 523      | Fox Crime                           | 因應Disney+於亞洲推出，迪士尼旗下18條亞洲區頻道停播，由戶外頻道、DreamWorks、HGTV、Now爆谷星影台、Travel Channel取代。                                                                                                  |
| 2021年9月1日   | 524      | FX                                  | 因應Disney+於亞洲推出，迪士尼旗下18條亞洲區頻道停播，由戶外頻道、DreamWorks、HGTV、Now爆谷星影台、Travel Channel取代。                                                                                                  |
| 2021年9月1日   | 534      | Channel V International             | 因應Disney+於亞洲推出，迪士尼旗下18條亞洲區頻道停播，由戶外頻道、DreamWorks、HGTV、Now爆谷星影台、Travel Channel取代。                                                                                                  |
| 2021年9月1日   | 670      | FOX Sports                          | 因應Disney+於亞洲推出，迪士尼旗下18條亞洲區頻道停播，由戶外頻道、DreamWorks、HGTV、Now爆谷星影台、Travel Channel取代。                                                                                                  |
| 2021年9月1日   | 671      | FOX Sports 2                        | 因應Disney+於亞洲推出，迪士尼旗下18條亞洲區頻道停播，由戶外頻道、DreamWorks、HGTV、Now爆谷星影台、Travel Channel取代。                                                                                                  |
| 2021年9月1日   | 672      | FOX Sports 3                        | 因應Disney+於亞洲推出，迪士尼旗下18條亞洲區頻道停播，由戶外頻道、DreamWorks、HGTV、Now爆谷星影台、Travel Channel取代。                                                                                                  |
| 2021年10月31日 | 537      | 珠江頻道海外版                      | 提早停播。後於2022年7月29日與南方衛視上星版合併為大灣區衛視。 |
| 2022年2月15日  | 218      | 國家地理高清頻道                    | 因應國家地理頻道（215頻道）及History（223頻道）於2022年1月25日起同時支援標清及高清解析度，Now TV為使用高清接駁服務之客戶於2022年1月25日至2022年2月15日期間讓相關客戶適應新安排，因此於2022年2月15日與兩條相關頻道合併。 |
| 2022年2月15日  | 225      | History HD                          | 因應國家地理頻道（215頻道）及History（223頻道）於2022年1月25日起同時支援標清及高清解析度，Now TV為使用高清接駁服務之客戶於2022年1月25日至2022年2月15日期間讓相關客戶適應新安排，因此於2022年2月15日與兩條相關頻道合併。 |
| 2022年4月30日  | 368      | 香港衛視綜合台                      | 香港衛視綜合台與now TV的合約結束。 |
| 2022年8月31日  | 163      | TVBS Asia                           | TVBS與now TV的合約結束，現在於myTV SUPER 601頻道播放。 |
| 2023年5月13日  | 642      | Fight Sports                        | Fight Sports 與 now TV的合約結束。 |
| 2023年6月30日  | 125      | Thrill                              | Thrill與now TV的合約結束，現在於myTV SUPER 202頻道播放。 |
| 2023年7月4日   | 544      | 澳亞衛視                            | 澳亞衛視與now TV的合約結束。 |
| 2023年7月28日  | 445      | Boomerang                           | 本頻道亞洲區改版，並改名為Cartoonito。 |
| 2023年9月30日  | 139      | 衛視電影台                          | 因應迪士尼媒體業務戰略重心轉移Disney+，宣佈停播三條頻道。 |
| 2023年9月30日  | 215      | 國家地理頻道                        | 因應迪士尼媒體業務戰略重心轉移Disney+，宣佈停播三條頻道。 |
| 2023年9月30日  | 216      | 國家地理野生頻道                    | 因應迪士尼媒體業務戰略重心轉移Disney+，宣佈停播三條頻道。 |
| 2023年12月31日 | 765      | DW (Deutsch)                        | DW德語節目停播，但DW英文節目 (324頻道)仍然繼續播放。 |
| 2024年1月31日  | 445      | CARTOONITO                          | CARTOONITO與now TV的合約結束，部分節目由卡通頻道及MAX提供。 |
| 2024年1月31日  | 510      | Warner TV                           | 華納電視頻道與now TV的合約結束，部分影集由MAX提供。 |
| 2024年12月31日 | 528      | 旅遊頻道                            | 旅遊頻道與now TV的合約結束，相關內容由2024年11月19日啟用的MAX提供。 |
| 2024年12月31日 | 529      | 居家樂活頻道                        | 居家樂活頻道與now TV的合約結束，相關內容由2024年11月19日啟用的MAX提供。 |
| 2025年2月1日   | 670      | SPOTV                               | Now TV獲得SPOTV通知有關撤出香港收費電視市場的決定，現在於澳門有線電視30、31頻道播放。 |
| 2025年2月1日   | 671      | SPOTV2                              | Now TV獲得SPOTV通知有關撤出香港收費電視市場的決定，現在於澳門有線電視30、31頻道播放。 |
| 2025年3月31日  | 338      | 第一財經頻道                        | 第一財經頻道與now TV的合約結束。 |

附註：1該頻道內容只准18歲或以上人士觀看

### now TV頻道變更
2003年：
- 2003年9月26日，CNBC（319頻道）、BBC World News（320頻道）、鳳凰衛視資訊台（366頻道）、交通頻道（375頻道）、天氣頻道（376頻道）、東亞衛視（536頻道）、Discovery Channel（441頻道）、MTV Asia（554頻道）、人間衛視（547頻道）及鳳凰衛視中文台（548頻道）啟播。
- 2003年12月，衛視電影台（139頻道）、Animax（511頻道）、HBO（115頻道）、Cinemax（116頻道）及Disney Channel（441頻道）啟播。

2004年：
- 2004年8月，衛視體育台（671頻道）及美亞電視劇台（138頻道）啟播。
- 2004年9月27日，中央電視台英語國際頻道（CCTV-9）（370頻道）及中央電視台中文國際頻道（CCTV-4）（542頻道）啟播。
- 2004年12月12日，24小時亞視新聞台（324頻道）啟播。

2005年：
- 2005年6月，E!（531頻道）、HBO Signature（114頻道）、南方衛視（543頻道）、東森亞洲衛視（535頻道）、東森亞洲新聞台（371頻道）、亞洲美食台（527頻道）、Euronews（326頻道）、中國電影頻道（134頻道）、Channel [V] 中國大陸（556頻道）、Channel [V] International（555頻道）、Channel [V] 印度（798頻道）、CNN International（316頻道）、Bloomberg Television（321頻道）及成人台等頻道啟播。
- 2005年8月，衛視電影台（140頻道）、美亞電影台（137頻道）、HBO（115頻道）、HBO Signature（114頻道）、HBO HiTS（111頻道）、HBO Family（112頻道）及Cinemax（116頻道）啟播。
- 2005年9月12日，Playhouse Disney Channel（442頻道）啟播。
- 2005年10月1日，Discovery探索旅遊歷險頻道（213頻道）改名為Discovery探索旅遊生活頻道。

2006年：
- 2006年1月和2月，now TV增設國際新聞網絡，以及增設衛視自選電影台、美亞自選電影台和美亞自選電視劇台（VOD）自選影像服務。
- 2006年2月21日，無綫收費電視宣佈與電訊盈科合作，透過now TV傳送無綫收費電視服務，包括目前由TVB製作的十三條頻道，以及其他一系列亞洲及國際頻道；合作協議為期五年，其後可續約五年；日後亦會加入更多新的TVB頻道。「SuperSUN新電視」將為now TV優先製作廣東話節目。（页面存档备份，存于）
- 2006年3月16日，HBO HiTS（111頻道）及HBO Family（112頻道）啟播。
- 2006年3月20日，now財經台（333頻道）啟播，而啟播典禮於香港會議展覽中心舉行。
- 2006年4月28日，現可在24小時亞視新聞台（324頻道）、now財經台（333頻道）及衛視電影台（139頻道）按遙控器上的紅色按鈕即可。
- 2006年5月10日，無綫收費電視新頻道無綫新聞台（805頻道）、無綫劇集台（807頻道）、無綫經典台（809頻道）、無綫健康台（810頻道）、無綫兒童台（811頻道）、無線音樂台（812頻道）、TVBS Asia（813頻道）、TVBS新聞台（814頻道）、Goal TV 1（825頻道）、Goal TV 2（826頻道）、神州新聞台（836頻道）、廣東衛視（851頻道）、深圳衛視（852頻道）、東南衛視（853頻道）、澳亞衛視（854頻道）、一手新聞台（861頻道）、NHK World TV（865頻道）及無綫資訊台（898頻道）啟播。
- 2006年6月1日，無綫收費電視新頻道無綫新聞2台（806頻道）啟播，同日， 無綫收費電視旗下無綫健康台（810頻道）改名為無綫生活台。
- 2006年6月25日，無綫收費電視新頻道無綫娛樂新聞台（808頻道）啟播。
- 2006年7月1日，HBO HiTS（111頻道）、HBO Family（112頻道）、HBO Signature（114頻道）、HBO（115頻道）及Cinemax（116頻道）啟播。
- 2006年7月12日，now Game（505頻道）啟播。
- 2006年7月26日，HBO Signature Plus 1（113頻道）啟播。相對於HBO Signature（114頻道），此頻道把所有節目的播出時間推遲了一小時，而所有播放的劇集及電影全是無刪剪版本，乃HBO Asia首個把節目於其他頻道延後播放（timeshift）的例子。 （页面存档备份，存于）
- 2006年8月1日，TV5MONDE Asia（714頻道）啟播。
- 2006年8月10日，AXN（512頻道）啟播。
- 2006年8月21日，Nat Geo Wild（國家地理野生頻道）（216頻道）及A1（217頻道）啟播。 （页面存档备份，存于）
- 2006年8月，now Shop（501頻道）啟播。
- 2006年9月6日，now財經台（333頻道）推出now財經台自選服務。
- 2006年9月8日，無綫收費電視新頻道TVB8（815頻道）啟播。
- 2006年9月29日，家娛頻道（538頻道）啟播。
- 2006年10月8日，BBC Prime（529頻道）改名為BBC Entertainment。
- 2006年10月11日，無綫收費電視轉播的廣東衛視（851頻道）停播，其在now TV的播放同時停止。
- 2006年10月26日，5X成人台（905頻道）啟播。
- 2006年12月1日，Playboy TV（904頻道）啟播。
- 2006年12月11日，無綫收費電視新頻道英皇娛樂台（818頻道）啟播。

2007年：
- 2007年2月5日，now TV推出HBO On Demand自選影像服務，月費$28，適用於所有HBO／MAX Pak Premium客戶。
- 2007年2月28日， 無綫收費電視轉播的一手新聞台（861頻道）停播，其在now TV的播放同時停止。
- 2007年3月7日，Baby TV（448頻道）啟播。
- 2007年3月15日，STAR One（797頻道）及STAR Vijay（798頻道）啟播。
- 2007年3月21日，now Sports 1（631頻道）、now Sports 2（632頻道）、now Sports 3（633頻道）及now Sports 4（634頻道）啟播。
- 2007年3月22日，Eurosport（695頻道）及Eurosportnews（696頻道）啟播。並同時推出國家地理頻道Video On Demand 服務。
- 2007年3月26日，點心衛視（539頻道）啟播。
- 2007年4月3日，創世電視（545頻道）啟播。並同時將now Game（505頻道）變為收費頻道，訂頻道滿HK$138就可以繼續是免費頻道，否則要購買該頻道要月費HK$35。
- 2007年4月18日，now直播台（331頻道）啟播，並推出now直播台自選服務。
- 2007年5月1日，A1（217頻道）改名為Nat Geo Adventure（國家地理歷險頻道）。
- 2007年5月3日，Fox Crime（523頻道）及FX（524頻道）啟播。
- 2007年5月31日，Channel [V] 台灣（557頻道）啟播。
- 2007年6月15日，History（223頻道）及Crime & Investigation Network（525頻道）啟播。
- 2007年7月1日，熊貓台（503頻道）啟播。同時亦安排熊貓台（503頻道）的啟播典禮於now財經台（333頻道）直播。
- 2007年7月18日，Voom HD標清頻道（520頻道）、高清頻道（521頻道）、now Sports 5（635頻道）、now Sports 6（636頻道）及now Sports 7（637頻道）啟播。
- 2007年7月19日，now TV宣布推出高清廣播服務。[50]
- 2007年8月，now Sports HD（660頻道）及now Sports HD Plus（661頻道）啟播。
- 2007年8月8日，YP互動頻道502（502頻道）啟播。
- 2007年10月17日，BBC Knowledge（220頻道）、BBC Lifestyle（221頻道）及CBeebies（447頻道）啟播。
- 2007年10月24日，now新聞台（332頻道）啟播，並推出now新聞台自選服務。
- 2007年11月21日，24小時亞視新聞台（324頻道）停播。
- 2007年12月19日，國家地理高清頻道（218頻道）啟播。
- 2007年12月31日，Voyages（262頻道）停播。

2008年：
- 2008年1月30日，無綫資訊台（898頻道）被安排直播一場英格蘭超級聯賽賽事，並同時開放該頻道免費收看。（原由now Sports頻道直播）
- 2008年1月31日，Discovery HD（208頻道）啟播。
- 2008年2月9日，無綫資訊台（898頻道）被安排直播一場英格蘭超級聯賽賽事，並同時開放該頻道免費收看。（原由now Sports頻道直播）
- 2008年2月26日，now TV推出Disney Channel@Play自選服務。
- 2008年3月5日，NHK World TV（710頻道）啟播，而該頻道原於「無綫收費電視特選組合」內的頻道位置（865頻道）則在兩天後終止播放。
- 2008年4月1日，東亞衛視（536頻道）停播。
- 2008年4月9日，第一財經頻道（338頻道）啟播。
- 2008年4月15日，天映亞洲頻道（147頻道）、天映經典頻道（148頻道）、KidsCo（449頻道）及AXN Beyond（513頻道）啟播。
- 2008年4月21日，BBC World（320頻道）改名為BBC World News。
- 2008年5月7日，GMA Pinoy TV（720頻道）啟播。
- 2008年5月11日，now Sports 8（638頻道）及now Sports 9（639頻道）啟播。
- 2008年5月14日，半島電視台英語頻道（325頻道）啟播。
- 2008年7月3日，GOD TV（英语：GOD TV）（546頻道）啟播。
- 2008年7月21日，衛視電影2台（140頻道）及 The Biography Channel（222頻道）啟播。
- 2008年7月29日，索尼娛樂台（514頻道）啟播。
- 2008年8月1日，大愛電視（549頻道）啟播。
- 2008年8月6日，航班資訊（377頻道）啟播。
- 2008年8月21日，NHK World Premium（711頻道）啟播。
- 2008年9月8日，History HD（225頻道）啟播。
- 2008年11月8日，新增678台臨時頻道，用作免費直播香港6人木球賽。
- 2008年11月21日，節目預告頻道（100頻道）停播。
- 2008年12月12日，now香港台（100頻道）啟播。

2009年：
- 2009年，Nickelodeon（444頻道）啟播。
- 2009年1月7日，SCI FI（124頻道）及Universal Channel（522頻道）啟播。
- 2009年4月6日，Hong Kong Disneyland Channel（450頻道）停播。
- 2009年5月12日，DW-TV（德語版）（365頻道）變為收費頻道。同日，Daystar TV（544頻道）啟播。
- 2009年5月24日，now Sports 8（638頻道）及now Sports 9（639頻道）變為免費頻道，作免費英超直播。
- 2009年8月4日，熊貓台（503頻道）停播。
- 2009年8月31日，家娛頻道（538頻道）及The Soundtrack Channel（553頻道）停播。
- 2009年9月25日，人間衛視（547頻道）停播。
- 2009年9月29日，中國國際教育電視台（533頻道）啟播。
- 2009年10月6日，HBO HD（110頻道）啟播。
- 2009年11月17日，無綫收費電視旗下無綫娛樂新聞台於（804頻道及808頻道）同步播放至11月22日。
- 2009年11月23日，無綫收費電視旗下無綫娛樂新聞台由（808頻道）更改至（804頻道）。
- 2009年11月30日，無綫收費電視新頻道無綫精選台（808頻道）啟播。
- 2009年12月1日，無綫收費電視旗下英皇娛樂台（818頻道）停播，其在now TV的播放同時停止。
- 2009年12月8日，tvN（526頻道）啟播。
- 2009年12月29日，Voom HD標清（520頻道）及高清頻道（521頻道）停播。同日，WE tv（519頻道）啟播。

2010年：
- 2010年1月20日，法國24（327頻道）啟播。
- 2010年2月3日，江蘇衛視（534頻道）啟播。
- 2010年3月15日，now報價台（336頻道）啟播。
- 2010年4月19日，FOX（515頻道）啟播，並同時開放該頻道免費收看至6月7日。
- 2010年4月26日，中央電視台英語國際頻道（CCTV-9）（370頻道）改名為中央電視台英語新聞頻道（CCTV-NEWS）。
- 2010年4月27日，Thrill（125頻道）及KIX（518頻道）啟播。
- 2010年5月10日，MOOV演唱會.MV台（500頻道）啟播，並同時推出MOOV自選服務。
- 2010年5月24日，好消息2台（550頻道）及GMA Life TV（721頻道）啟播。
- 2010年5月25日，開放now報價台（336頻道）免費收看至7月20日。
- 2010年6月1日，now Sports 8（638頻道）及now Sports 9（639頻道）停播。同日，Goal TV 1（638頻道）及Goal TV 2（639頻道）啟播。而該頻道原於「無綫收費電視特選組合」內的頻道位置（825頻道及826頻道）則在6月16日終止播放。
- 2010年7月5日，珠江頻道（537頻道）啟播。
- 2010年7月15日，MUTV（640頻道）啟播。
- 2010年7月25日，Sci - Fi科幻電視頻道（124頻道）改名為Syfy Channel，並同時開放該頻道免費收看至8月30日。
- 2010年9月7日，now VIDEO Express『 now 影視點播站 』（106頻道）及Granada TV（517頻道）啟播。
- 2010年9月1日，Discovery探索旅遊生活頻道（213頻道）改名為TLC旅遊生活頻道。
- 2010年9月10日，美國職業高爾夫球賽事（PGA巡回賽），電訊盈科四網合一買未來PGA回賽2010 -2014獨家播放權。
- 2010年9月19日，Hallmark Channel（123頻道）改名為DIVA。
- 2010年9月24日，無綫收費電視新頻道無綫為食台（803頻道）啟播。
- 2010年10月22日，NBA TV（678頻道）啟播。同日，now Sports 5（635頻道）由標清頻道轉為標清及高清共享台號。同日，now Sports HD Plus（661頻道）停播。
- 2010年10月28日，香港衛視綜合台（368頻道）啟播。
- 2010年11月22日，Li（516頻道）及KMTV（558頻道）啟播。
- 2010年12月31日，無綫收費電視轉播的東南衛視（853頻道）停播，其在now TV的播放同時停止。

2011年：
- 2011年1月4日，now GOLF 1（682頻道）及now GOLF 2 （683頻道）啟播。
- 2011年1月7日，now GOLF 3（684頻道）啟播，並提供標清及高清共享台號頻道。
- 2011年1月23日，無綫收費電視新頻道無綫電影台（802頻道）啟播。
- 2011年1月26日，Setanta Sports Channel（679頻道）及 France 24（法語版）（715頻道）啟播。
- 2011年2月9日，now101台（101頻道）啟播，並將取代原於now香港台（100頻道）播放的大部分節目，並同時開放該頻道免費收看至2月20日，同日，now香港台（100頻道）及now101台（101頻道）並提供高標清共享台號。
- 2011年2月15日，天映亞洲頻道（147頻道）改名為天映頻道。
- 2011年3月21日，因應3月11日發生的2011年日本東北地方太平洋近海地震，開放NHK World Premium（711頻道）頻道免費收看予住宅用戶至4月18日，以便在港日本國民了解家鄉地震消息。[51]
- 2011年3月28日，鳳凰衛視香港台（367頻道）啟播。
- 2011年4月1日，中天亞洲台（538頻道）啟播。
- 2011年5月15日，HBO（115頻道）標清頻道部份加入雙語廣播。
- 2011年6月12日，Daystar TV（544頻道）停播。
- 2011年7月6日，華納電視頻道（530頻道）啟播，並同時開放該頻道免費收看至7月25日。
- 2011年7月11日，Playhouse Disney Channel（442頻道）改名為Disney Junior。
- 2011年7月31日，GOD TV（英语：GOD TV）（546頻道）停播。
- 2011年8月16日，ESPN Plus及STAR Sports Plus分別改於（663頻道及664頻道）播放。原（672頻道及673頻道）分別改為ESPN HD及ESPNEWS。
- 2011年9月1日，COLORS（英语：Colors_(TV_channel)）（780頻道）及Zee Cinema International（英语：Zee Cinema）（781頻道）啟播，並同時分別開放免費收看至9月26日及10月31日。
- 2011年9月6日至10月31日，新增686台臨時頻道，用作直播欖球世界盃。
- 2011年9月12日，now觀星台（102頻道）啟播，並提供標清及高清共享台號頻道。
- 2011年9月30日，中國國際教育電視台（533頻道）停播。
- 2011年10月1日，卡通頻道（頻道443）更換台徽。
- 2011年10月11日，開放Thrill（125頻道）及KIX（518頻道）免費收看至11月29日。
- 2011年11月1日，轉播香港數碼廣播有限公司七條數碼聲音廣播頻道（571頻道-577頻道）啟播。
- 2011年11月1日，天映自選頻道推出3D電影播放，第一批播放3D電影為《3D玉蒲團》和《3D童眼》。觀眾需配備3D電視機及3D眼鏡及使用高清解碼器方可享受3D電影。
- 2011年11月23日，now Sports 2（632頻道）由標清頻道轉為標清及高清共享台號。
- 2011年12月1日，5X成人台（905頻道）停播。
- 2011年12月12日，now芒果台（103頻道）啟播。
- 2011年12月18日，STAR One（797頻道）改名為Life OK（英语：Life OK）。

2012年：
- 2012年1月1日，STAR Movies（117頻道）改名為FOX Movies Premium。
- 2012年1月3日，DMX Music（581頻道-595頻道）停播。
- 2012年1月16日，now海潤台（105頻道）啟播。
- 2012年1月16日，開放now芒果台（103頻道）免費收看至1月31日。
- 2012年1月31日，美亞電視劇台 （138頻道）停播。
- 2012年2月1日，now海潤台於（105頻道及138頻道）同步免費播放至2月29日。
- 2012年2月1日，開放now海潤台（105頻道）免費收看至2月29日。
- 2012年2月22日，now海潤台由（138頻道更改至105頻道）。
- 2012年2月22日，開放天映經典頻道（148頻道）免費收看至3月31日。
- 2012年3月15日，now爆谷台（133頻道）啟播。
- 2012年4月1日，Disney Channel（441頻道）更換台徽。
- 2012年4月2日，AXN Beyond（英语：AXN Beyond）（513頻道）改名為BeTV（英语：BeTV）。
- 2012年4月4日至5月27日，新增650台臨時頻道，用作直播2012印度板球超級聯賽（英语：2012 Indian Premier League）。
- 2012年4月30日，無綫收費電視新頻道無綫安哥台（816頻道）啟播。
- 2012年5月4日，開放now海潤台（105頻道）免費收看至5月31日。
- 2012年5月18日，開放now觀星台（102頻道）免費收看至6月30日。
- 2012年5月19日，衛視電影台（139頻道）更換台徽。
- 2012年5月21日，now隨身睇正式推出。
- 2012年5月31日，MOViE MOViE（132頻道）啟播，並提供免費試看至6月13日。
- 2012年6月1日，STAR News（英语：STAR_News）（795頻道）改名為ABP News。
- 2012年6月8日，新增now Sports HD Plus（661頻道）臨時頻道（高清），用作直播法國網球公開賽及歐洲國家盃 （只限分組賽最後一輪）。
- 2012年7月12日，HBO HiTS（111頻道）、FOX Movies Premium（117頻道）、衛視電影台（139頻道）、Nat Geo Wild（國家地理野生頻道）（216頻道）、Nat Geo Adventure（國家地理歷險頻道）（217頻道）、AXN（512頻道）、FOX（515頻道）及STAR World（528頻道）由標清轉為高標清共享台號。
- 2012年7月23日，開放曼聯電視頻道（640頻道）免費收看至8月31日。
- 2012年8月9日，卡通頻道（頻道443）由標清轉為高標清共享台號頻道，同日，KBS World（559頻道）啟播，並提供免費試看至9月29日。
- 2012年8月31日，美亞電影台 （137頻道）停播。
- 2012年10月1日，衛視電影2台（140頻道）改名衛視卡式台。
- 2012年10月10日，香港數碼廣播有限公司七條數碼聲音廣播頻道（571 - 577頻道）停播。
- 2012年10月11日，Discovery Kids（445頻道）啟播，並提供免費試看至11月24日。
- 2012年11月23日，tvN（526頻道）改名為Channel M。
- 2012年12月1日，Boomerang（446頻道）停播。同日，（446頻道）啟播。
- 2012年12月16日，KidsCo（英语：KidsCo）（449頻道）停播 。
- 2012年12月20日，北京衛視（533頻道）啟播。
- 2012年12月31日，We TV（英语：WE tv）（519頻道）停播 。

2013年：
- 2013年1月10日，Fox Family Movies（120頻道）、衛視中文台（536頻道）及Star Gold（793頻道）啟播。其中，Fox Family Movies（120頻道）為高標清共享台號頻道。
- 2013年1月28日，ESPN（670頻道）、ESPN HD（672頻道）、ESPNEWS（673頻道）及ESPN Plus（663頻道）分別更名為Fox Sports、Fox Sports Plus HD、Fox Sports News及Fox Sports Extra。
- 2013年1月31日，HBO Signature Plus 1 （113頻道）及STAR Vijay（798頻道）停播。
- 2013年2月6日，now TV宣佈與英格蘭超級聯賽正式簽訂協議，由2013/14年球季起三個球季在香港獨家播放英格蘭超級聯賽。now TV將以高清及標清制式直播英格蘭超級聯賽全部380場精彩賽事，在香港開創先河。now TV更將推出全新的高畫質超高清（Super HD）廣播。
- 2013年2月8日，now TV與美國Dish簽訂協議，將於Dish的收費電視平台推出兩條now TV品牌頻道，包括now財經台（333頻道）及now海潤台（105頻道）。這個新協議為第三個向海外，亦為第一個向亞洲以外地區發展海外業務的另一個重要里程碑。
- 2013年2月25日，HBO Asia宣佈，將於香港推出HBO GO串流服務。用戶隨時隨地於任何設有寬頻網絡的地方，透過個人電腦、平板電腦或／及設有iOS或Android系統的流動裝置，觀賞HBO原創節目內容。用戶亦可以在美國HBO播影後的12小時於HBO GO平台上收看HBO最新原創劇集。訂戶更可於2013年第三季開始下載有關節目內容。now寬頻電視成為亞洲首個提供HBO GO服務的合作夥伴，已訂購HBO SUPER PAK訂戶可免費使用。[52]
- 2013年3月11日，now TV宣布推出超高清廣播服務（Super HD），由3月11日至4月30日期間，現有高清及以網上行“光纖到戶”寬頻服務傳送now TV服務客戶，如已訂購HBO HD（110台）、衛視電影台（139台）及／或now Sports 2（632台），即自動提升至超高清版本。
- 2013年3月18日，香港衛視精品台（551頻道）啟播。
- 2013年3月20日，now TV宣佈，與浙江華策影視股份有限公司合資，進軍電視劇市場。now TV與華策影視合作的第一部作品為5月開拍的歷史宮廷劇《衛子夫》。雙方將共同負責整個劇集的創作及製作，電訊盈科製作部總經理劉家豪及副總經理梅小青為製作人。華策影視會負責內地的發行，亦會與now TV就劇集的海外發行共同合作。
- 2013年3月25日，ITV Granada（517頻道）更名為 ITV Choice。
- 2013年3月，now寬頻電視/now TV(前稱now Broadband TV) 正式成立及啟播10周年，進行以"10 Years now TV"為主題的大型宣傳計劃，並將各頻道宣傳片、網站及解碼器新操作介面的now TV標誌換成10周年版本，在各自家製頻道每個節目開始播放時顯示10周年標誌動畫。
- 2013年3月16日，「無綫收費電視特選組合」改名為「無綫網絡電視特選組合」。
- 2013年4月3日至5月26日，新增650台臨時頻道，用作直播2013印度板球超級聯賽（英语：2013 Indian Premier League）。
- 2013年4月29日，無綫網絡電視旗下無綫劇集台（807頻道）及無綫精選台（808頻道）改名為煲劇1台及煲劇2台。同時，所有無綫網絡電視提供之頻道，其頻道名稱開首均由「無綫」改為「TVB」(如：無綫經典台 改為 TVB經典台)。
- 2013年4月30日，now TV與新加坡收費電視服務營運商星和（StarHub）就海外內容分銷達成初步協議。now TV與星和的合作，是將其海外版圖繼馬來西亞、泰國及美國之後，再擴展至新加坡。星和客戶將可欣賞now TV隨選、now爆谷台（133頻道）、now芒果台（103頻道）及now海潤台（105頻道）的華語節目內容。
- 2013年5月6日，亞太第一衛視（552頻道）啟播，以16:9制式傳送。
- 2013年5月16日，now TV旗下所有高清頻道新增超高清（Super HD）版本。
- 2013年5月22日，無綫網絡電視宣布取得2014年巴西世界盃香港區獨家播映權，由於無綫網絡電視的訊號一直由now TV提供，因此變相令now TV間接取得有關賽事的播映權。而無綫方面亦表示有關賽事的版權由兩家公司共同擁有。
- 2013年5月28日，亞洲聯合衛視（546頻道）啟播。
- 2013年6月1日，Goal TV 1（638頻道）及Goal TV 2（639頻道）停播。
- 2013年6月3日，無綫網絡電視旗下TVB音樂台（812頻道）停播，其在now TV的播放同時停止。同日，無綫網絡電視新頻道TVB Window（801頻道）啟播。
- 2013年6月27日，Lifetime（520頻道）啟播。
- 2013年7月1日，中國新華電視（369頻道）啟播。
- 2013年8月23日，好消息二台（550頻道）停播。
- 2013年8月30日，ITV Choice（517頻道）停播。
- 2013年9月28日，無綫網絡電視旗下TVB生活台（810頻道）改名為TVB Good Show台。
- 2013年10月16日，FOX SPORTS（670頻道）奪得2015-2020德國甲組足球聯賽獨家播映權。[53]
- 2013年10月17日，無綫網絡電視新頻道TVB體育台（818頻道）啟播。
- 2013年10月24日，無綫網絡電視新頻道TVB高清體育台（820頻道）啟播。
- 2013年11月21日，snaap!（508頻道）停播。
- 2013年11月28日，AMC（122頻道）停播。
- 2013年12月19日，YP互動頻道502（502頻道）停播。

2014年：
- 2014年1月1日，鳳凰衛視資訊台（366頻道）、鳳凰衛視香港台（367頻道）及鳳凰衛視中文台（548頻道）由標清4:3制式提升為標清16:9制式傳送。
- 2014年1月9日，NBA TV（678頻道）由標清轉為高標清共享台號。同日，視察易（509頻道）停播。
- 2014年1月23日，Trinity Broadcasting Network（544頻道）啟播。同日，無綫網絡電視旗下TVB體育台（818頻道）及TVB Window（801頻道）於（840頻道及841頻道）與原頻道（818/820頻道及801頻道）同步播放。
- 2014年2月2日，now668（668頻道）啟播，並提供標清及高清共享台號頻道，免費收看至今年賽季。
- 2014年2月6日，無綫網絡電視新頻道冬奧1台（821頻道）、冬奧2台（822頻道）冬奧3台（823頻道）、冬奧4台（824頻道）、冬奧5台（825頻道）、冬奧6台（826頻道）及冬奧速遞台（827頻道）啟播。
- 2014年2月24日，無綫網絡電視旗下冬奧1台（821頻道）、冬奧2台（822頻道）冬奧3台（823頻道）、冬奧4台（824頻道）、冬奧5台（825頻道）、冬奧6台（826頻道）及冬奧速遞台（827頻道）停播，其在now TV的播放同時停止。
- 2014年2月27日，Setanta Sports Channel（679頻道）由標清轉為高標清共享台號。同日，DIVA Universal（123頻道）、KIX（518頻道）、Lifetime（520頻道）及KBS World（559頻道）由標清4:3制式提升為標清16:9制式傳送。
- 2014年3月1日，Nat Geo Adventure（國家地理歷險頻道）（217頻道）改名為Nat Geo People（國家地理悠人頻道）。
- 2014年3月3日，Nat Geo People（國家地理悠人頻道）（217頻道），由標清轉為高標清共享台號。
- 2014年3月27日，於571-577頻道恢復轉播DBC數碼電台的7條聲音頻道。
- 2014年4月16日至6月1日，新增650台臨時頻道，用作直播2014印度板球超級聯賽（英语：2014 Indian Premier League）。
- 2014年4月23日，南方衛視（543頻道）改名為廣東南方衛視。
- 2014年5月1日，香港衛視精品台（551頻道）停播。
- 2014年5月15日，HBO Family（112頻道）、HBO Signature（114頻道）、Cinemax（116頻道）、now爆谷台（133頻道）及Channel M（526頻道）由標清轉為高標清共享台號。
- 2014年6月2日，The Indonesia Channel（521頻道）啟播。
- 2014年6月12日，無綫網絡電視新頻道19台（819頻道與839頻道）啟播。
- 2014年6月23日，MOOV演唱會.MV台（500頻道）更換台徽。
- 2014年7月1日，天映頻道（147頻道）及天映經典頻道（148頻道）停播。同日，無綫網絡電視新頻道美亞電影台（812頻道）啟播，重新恢復登陸於now TV播放，以標清16:9制式傳送。
- 2014年7月7日，Discovery動力頻道（212頻道）改名為DMAX。
- 2014年7月14日，無綫網絡電視旗下TVB電影台（802頻道）及19台（819頻道與839頻道）停播，其在now TV的播放同時停止。
- 2014年8月1日，Discovery探索居家健康頻道（214頻道）改名為EVE。同日，Fashion TV（532頻道）停播。同日，Fashion First（532頻道）啟播，並以標清16:9制式傳送。
- 2014年8月5日，MTV ASIA（554頻道）停播。同日，MTV LIVE（554頻道）啟播，本頻道改以標清16:9制式傳送。
- 2014年8月15日，FOX SPORTS（670頻道）重組，STAR Sports（671頻道）、FOX SPORTS PLUS（672頻道）、Fox Sports Extra（663頻道）及STAR Sports Plus（664頻道）停播。同日，Fox Sports 2（671頻道）及Fox Sports 3（672頻道）啟播，全台以標清及高清共享台號。同日，BBC Knowledge（220頻道）及 WarnerTV（530頻道）由標清轉為高標清共享台號；BabyTV（448頻道）及 Crime & Investigation Network（525頻道）改以標清16:9制式傳送。
- 2014年9月29日，Australia Network（541頻道）改名為Australia Plus Television。
- 2014年10月7日，Nick Jr.（449頻道）啟播。同日，The Biography Channel （222頻道）改名為Fyi。
- 2014年10月15日，索尼娛樂台 （514頻道）改名為索尼台。
- 2014年11月3日，now TV為用戶提升畫面質素歐美電視頻道轉換16:9標清廣播，有部超高清及高清畫面。
- 2014年12月1日，KMTV（558頻道）停播。

2015年：
- 2015年1月19日，TFC（725頻道）啟播。同日，now Sports Prime（630頻道）轉為標清16:9頻道。同日， now Sports 1（631頻道）、now Sports 3（633頻道）及now Sports 4（634頻道）由標清頻道轉為標清及高清共享台號。
- 2015年1月17日，HLN（317頻道）更換台徽。
- 2015年1月21日，now VIDEO Express『 now 影視點播站 』（106頻道）由標清頻道轉為標清及高清共享台號。
- 2015年2月1日，now芒果台（103頻道）停播。同日，nowJelli（108頻道）啟播，並提供標清及高清共享台號。
- 2015年2月10日，RTL CBS Entertainment（517頻道）啟播。
- 2015年2月11日，STAR Cricket（674頻道）由標清頻道轉為標清及高清共享台號。
- 2015年2月12日，RTL CBS Entertainment（517頻道）由標清頻道轉為標清及高清共享台號。
- 2015年3月3日，江蘇衛視（534頻道）停播。同日，now香港台（100頻道）、now101台（101頻道）、now觀星台（102頻道）、nowJelli（108頻道）及now爆谷台（133頻道）標清廣播由4:3改為16:9（高清廣播早已為16:9；另自選服務維持4:3）。同日，無綫網絡電視旗下TVB為食台（803頻道）、TVB娛樂新聞台（804頻道）、TVB新聞台（805頻道）、TVB新聞2台（806頻道）、煲劇1台（807頻道）、煲劇2台（808頻道）、TVB經典台（809頻道）、TVB Good Show台（810頻道）、TVB兒童台（811頻道）及TVB安哥台（816頻道）由4:3改為16:9標清廣播。
- 2015年3月27日，Food Network（519頻道）啟播。
- 2015年4月1日，無綫網絡電視旗下TVB Good Show台（810頻道）及TVB兒童台（811頻道）停播，其在now TV的播放同時停止。
- 2015年4月4日，無綫網絡電視新頻道TVB華語劇台（810頻道）、TVB煲劇台（811頻道）及TVB粵語片台（817頻道）啟播，並以標清16:9制式傳送。同日，無綫網絡電視旗下煲劇1台（807頻道）及煲劇2台（808頻道）改名為TVB日劇台及TVB韓劇台。
- 2015年4月8日至5月24日，新增650台臨時頻道，用作直播2015印度板球超級聯賽（英语：2015 Indian Premier League）。
- 2015年5月1日，BeTV（513頻道）及KIX（518頻道）停播。
- 2015年6月2日，HITS（504頻道）、GMA News TV International（720頻道）及MTV India（779頻道）啟播。同日，TVB日劇台（807頻道）、TVB韓劇台（808頻道）及TVB體育台（818頻道）由標清頻道轉為標清及高清共享台號。同日，以下頻道的台號變更：

| 原頻道編號 | 頻道名稱                      | 新頻道編號 |
| 116        | Cinemax (亞洲)                | 113        |
| 521        | The Indonesia Channel         | 560        |
| 525        | Crime & Investigation Network | 226        |
| 526        | Channel M                     | 155        |
| 533        | 北京衛視                      | 553        |

- 2015年6月13日，新增now Sports 681台，用作直播2015年美洲國家盃。
- 2015年6月15日，now Game（505頻道）停播。
- 2015年7月22日，幸運88台（669頻道）停播。同日，以下的頻道的台號變更：

| 原頻道編號 | 頻道名稱                     | 新頻道編號 |
| 132        | MOViE MOViE                  | 116        |
| 128        | Fox Family Movies            | 120        |
| 118        | 電影預告頻道                 | 129        |
| 119        | 特納經典電影頻道             | 126        |
| 123        | DIVA                         | 508        |
| 124        | Syfy Channel                 | 507        |
| 221        | BBC Lifestyle                | 502        |
| 365        | DW-TV（德語版）              | 765        |
| 500        | MOOV演唱會.MV台              | 168        |
| 511        | Animax                       | 150        |
| 515        | FOX HD                       | 518        |
| 516        | Li                           | 533        |
| 519        | Food Network                 | 526        |
| 520        | Lifetime                     | 525        |
| 522        | Universal Channel            | 509        |
| 528        | STAR World HD                | 521        |
| 529        | BBC Entertainment            | 503        |
| 530        | 華納電視頻道 HD              | 510        |
| 531        | E! Entertainment Television  | 506        |
| 535        | 東森亞洲衛視                 | 162        |
| 536        | 衛視中文台                   | 160        |
| 540        | 星空衛視（國際版）           | 161        |
| 541        | Australia Plus Television    | 561        |
| 544        | Trinity Broadcasting Network | 564        |
| 554        | MTV LIVE                     | 505        |
| 555        | Channel [V] International    | 534        |
| 556        | Channel [V] 中國大陸         | 165        |
| 557        | Channel [V] 台灣             | 166        |
| 559        | KBS World                    | 156        |
| 710        | NHK World TV                 | 328        |
| 795        | ABP News                     | 785        |

- 2015年8月11日，無綫網絡電視轉播的澳亞衛視（854頻道）於「無綫網絡電視特選組合」停播，但無綫網絡電視則於2016年4月6日停播。
- 2015年9月22日，AXN（512頻道）更換台徽。
- 2015年9月30日，Discovery Channel （209頻道）、Animal Planet（210頻道）、Discovery Science (211頻道)、DMAX （212頻道）、TLC Travel & Living Channel（213頻道）、EVE（214頻道）、CNN International （316頻道）、BBC World News（320頻道）、HITS（504頻道）、MTV LIVE（505頻道）、E! Entertainment Television（506頻道）、DIVA（508頻道）、Universal Channel（509頻道）、Sony Channel （514頻道）、Fox Crime（523頻道）、FX（524頻道）、Food Network （526頻道）及Asian Food Channel 亞洲美食台（527頻道）由標清頻道轉為標清及高清共享台號。
- 2015年10月1日，GEM（151頻道）啟播，並提供標清及高清共享台號。
- 2015年10月3日，BBC Knowledge（220頻道）改名為BBC Earth，繼續提供標清及高清共享台號。
- 2015年11月24日，now Sports HD（660頻道）停播。同日，now Sports 6（636頻道）由標清頻道轉為標清及高清共享台號。
- 2015年11月26日，now Sports 7 （637頻道）由標清4:3制式提升為標清16:9制式傳送。
- 2015年11月30日，now直播台（331頻道）、now新聞台（332頻道）及now財經台（333頻道）由標清4:3制式提升為標清16:9制式傳送。
- 2015年12月2日，DBC 數碼一至七台（571-577頻道）停播。
- 2015年12月8日，中央電視台綜合頻道（CCTV-1）（港澳版）（541頻道）啟播 ，並以標清16:9制式傳送。
- 2015年12月29日，中央電視台英語新聞頻道（CCTV-NEWS）（370頻道）及亞洲聯合衛視（546頻道）停播。同日，無綫網絡電視轉播的TVBS Asia（813頻道）及TVBS新聞台（814頻道）則於「無綫網絡電視特選組合」停播，但無綫網絡電視則於2017年6月1日停播，而無綫網絡電視轉播的深圳衛視（852頻道）停播，但無綫網絡電視則於2016年6月28日停播。而TVB高清體育台（820頻道）及TVB資訊台（898頻道）停播，但無綫網絡電視並沒有此頻道。同日，無綫網絡電視旗下TVB Window（801頻道及841頻道）、TVB為食台（803頻道）、TVB娛樂新聞台（804頻道）、TVB新聞2台（806頻道）、TVB日劇台（807頻道）、TVB韓劇台（808頻道）、TVB華語劇台（810頻道）、TVB煲劇台（811頻道）、TVB安哥台（816頻道）、TVB粵語片台（817頻道）及TVB體育台（818頻道及840頻道）改名為綜藝台、為食台、娛樂新聞台、直播新聞台、日劇台、韓劇台、華語劇台、精選亞洲劇台、翡翠即日重溫、粵語片台及體育台。

2016年：
- 2016年1月1日，now101台（101頻道）停播。
- 2016年1月12日，Fox Action Movies（118頻道）及 Oh!K（154頻道）啟播，並提供標清及高清共享台號。同日CNC英語台（370頻道）啟播。
- 2016年1月22日，Trinity Broadcasting Network（564頻道）停播。
- 2016年1月25日，Fashion First（532頻道）改名為Fashion One。
- 2016年1月28日，道通天地（550頻道）啟播。
- 2016年2月16日，KBS World（156頻道）由標清16:9制式提升為標清及高清共享台號並提供Now 錄影錄服務。
- 2016年3月19日，now香港台（100頻道）變革成預覽頻道，改為預覽now觀星台（102頻道）直至4月8日。同日，now香港台（100頻道）now自選頻道同now隨身睇已經終止播放。
- 2016年3月31日，ViuTV（099頻道）啟播，並提供高清台號頻道。
- 2016年4月9日，now香港台（100頻道）改為預覽Oh!K（154頻道）直至4月30日。
- 2016年4月11日，Discovery Kids（445頻道）停播。
- 2016年4月18日，MNC Channel（730頻道）啟播。同日，中國新華電視（369頻道）及CNC英語台（370頻道）改名為中國新華電視中文台及中國新華電視英文台。
- 2016年5月1日，now香港台（100頻道）改為預覽nowJelli（108頻道）直至6月2日。
- 2016年5月4日，深圳衛視（540頻道）啟播，事隔約4個月后重新恢復登陸於now TV播放。
- 2016年5月14日，COLORS（英语：Colors_(TV_channel)）（780頻道）更換台徽。
- 2016年5月16日，All Sports Network（680頻道）改名為Sports Illustrated，並繼續有標清及高清共享台號。
- 2016年5月31日，The Indonesia Channel（560頻道）、Eurosport（676頻道）及Eurosportnews（677頻道）停播。
- 2016年6月3日，Channel M（155頻道）改名為tvN，並繼續有標清及高清共享台號。同日，now香港台（100頻道）改為預覽tvN（155頻道）直至6月30日。
- 2016年6月14日，now海潤台（105頻道）改名為now華劇台。
- 2016年7月1日，Boomerang（445頻道）啟播，事隔3年7個月后重新恢復登陸於now TV播放並改版。同日，now香港台（100頻道）改為預覽GEM（151頻道）直至7月31日。
- 2016年7月5日，澳亞衛視（544頻道）啟播，事隔約6個月重新恢復登陸於now TV播放。
- 2016年7月25日，Animax（150頻道）更換台徽。
- 2016年8月1日，now香港台（100頻道）改為預覽now爆谷台（133頻道）直至8月14日。
- 2016年8月8日，英超PLTV（620頻道）、now英超621台（621頻道）、now英超622台（622頻道）、now英超623台（623頻道）、now英超624台（624頻道）及now英超625台（625頻道）改名為Premier League TV、樂視 Now 英超頻道 1、樂視 Now 英超頻道 2、樂視 Now 英超頻道 3、樂視 Now 英超頻道 4及樂視 Now 英超頻道 5，並繼續提供標清及高清共享台號頻道。同日，樂視 Now 英超頻道 6（626頻道）及樂視 Now 英超頻道 7（627頻道）啟播，並提供標清及高清共享台號。播放2017巴克萊英超亞洲盃。
- 2016年8月15日，now香港台（100頻道）改為預覽衛視中文台（160頻道）直至8月31日。
- 2016年8月19日，曼聯電視頻道（640頻道）由標清16:9制式提升為標清及高清共享台。
- 2016年8月23日，Netflix（535頻道）啟播。同日，樂視 Now 英超頻道 1（621頻道）、樂視 Now 英超頻道 2（622頻道）、樂視 Now 英超頻道 3（623頻道）、樂視 Now 英超頻道 4（624頻道）樂視 Now 英超頻道 5（625頻道）、樂視 Now 英超頻道 6（626頻道）及樂視 Now 英超頻道 7（627頻道）改名為樂視體育Now英超1台、樂視體育Now英超2台、樂視體育Now英超3台、樂視體育Now英超4台、樂視體育Now英超5台、樂視體育Now英超6台及樂視體育Now英超7台，並提供標清及高清共享台號。
- 2016年8月31日，ABP News（785頻道）停播。
- 2016年9月1日，Sony TV (India)（771頻道）、Sony MAX（772頻道）、Sony MIX（773頻道）、Sony SAB（774頻道）、Zee TV（782頻道）及Zee News（785頻道）啟播。同日，now香港台（100頻道）改為預覽RTL CBS Entertainment（517頻道）直到9月30日。
- 2016年9月14日，now Sports 7（637頻道）由標清頻道轉為標清及高清共享台號。
- 2016年9月30日，NBA TV（678頻道）停播。
- 2016年10月1日，now香港台（100頻道）改為預覽AXN（512頻道）直至10月31日。
- 2016年10月3日，now影視點播站（106頻道）及nowJelli（108頻道）改名為影視點播站及nowJelli紫金國際台，並繼續有標清及高清共享台號。
- 2016年10月31日，優質生活頻道（533頻道）停播。
- 2016年11月1日，浙江衛視（555頻道）啟播。同日，BBC On Demand 由 BBC First 自選服務取代。同日，now香港台（100頻道）改為預覽History HD（225頻道）直至11月30日。
- 2016年11月20日，Sony TV (India)（771頻道）更換台徽。
- 2016年12月1日，now香港台（100頻道）改為預覽國家地理頻道（215頻道）直至12月15日。
- 2016年12月7日，now Golf 2（683頻道）由標清頻道轉為標清及高清共享台號。同日，樂視體育Now英超8台（628頻道）啟播，並提供標清及高清共享台號。
- 2016年12月16日，now香港台（100頻道）第2次改為預覽now觀星台（102頻道）直至12月31日。
- 2016年12月31日，BBC Entertainment（503頻道）停播。

2017年：
- 2017年1月1日，now香港台（100頻道）改為預覽DIVA（508頻道）直至1月24日。同日，體育台（840頻道）及綜藝台（841頻道）停播，但原頻道（801頻道及818頻道）不受影響。
- 2017年1月25日，now香港台（100頻道）第2次改為預覽nowJelli紫金國際台（108頻道）直至2月28日。
- 2017年3月1日，北京衛視（553頻道）停播。同日，now香港台（100頻道）改為預覽BBC Earth（220頻道）直至3月31日。同日，Crime & Investigation Network（226頻道）更換台徽。同日，Discovery HD World（208頻道）更名為Discovery Asia，由高清頻道改為標清及高清共享台號。
- 2017年3月9日，衛視中文台（160頻道）、Fyi（222頻道）、BBC Lifestyle（502頻道）及Lifetime（525頻道）由標清16:9制式轉為標清及高清共享台。
- 2017年3月21日，衛視中文台（160頻道）更換台徽。同日，衛視卡式台（140頻道）改為標清16:9制式廣播。
- 2017年3月31日，ViuTVsix（096頻道）啟播，並提供高清台號頻道。同日，無綫網絡電視轉播的美亞電影台（812頻道）及神州新聞台（836頻道）則於「無綫網絡電視特選組合」停播，但無綫網絡電視則於2017年6月1日停播。
- 2017年4月1日，now香港台（100頻道）第3次改為預覽now觀星台（102頻道）直至5月14日。
- 2017年4月24日，Fox Sports News（673頻道）停播。
- 2017年4月27日，now Sports 1（631頻道）、now Sports 2（632頻道）、now Sports 3（633頻道）、now Sports 4（634頻道）、now Sports 5（635頻道）、now Sports 6（636頻道）及now Sports 7（637頻道）更換台徽。
- 2017年5月1日，Channel [V] 印度（796頻道）更換台徽。
- 2017年5月8日，樂視體育Now英超9台（629頻道）及樂視體育Now英超10台（610頻道）啟播，並繼續提供標清和高清共享台號。
- 2017年5月15日，now香港台（100頻道）改為預覽Lifetime（525頻道）直至6月15日。
- 2017年6月1日，Russia Today（329頻道）及中國中文衛視（556頻道）啟播。
- 2017年6月10日，FOX Movies Premium（117頻道）改名為FOX Movies。同日，FOX Family Movies（120頻道）及Fox Action Movies （118頻道）更換台徽，三台並繼續提供標清及高清共享台號。
- 2017年6月14日，Sony MIX （773頻道）和Sony SAB （774頻道）更換台徽。
- 2017年6月16日，now香港台（100頻道）改為預覽TLC旅遊生活頻道（213頻道）直至7月15日。
- 2017年6月30日，Syfy Universal（507頻道）及Universal Channel（509頻道）停播。
- 2017年7月1日，RTL CBS Extreme（516頻道）啟播，並提供標清及高清共享台號。同日，Animax（150頻道）由標清4:3制式提升為標清16:9制式傳送。
- 2017年7月16日，now香港台（100頻道）改為預覽KBS World（156頻道）直至8月15日。同日，Lifetime（525頻道）更換台徽。
- 2017年8月16日，now香港台（100頻道）改為預覽RTL CBS Extreme（516頻道）直至9月15日。同日，第1財經頻道（338頻道）改名為第1財經電視。
- 2017年8月28日，Life OK（797頻道）改名為STAR Bharat。
- 2017年8月29日，now觀星台（102頻道）改名為now劇集台，並繼續提供標清和高清共享台號。
- 2017年8月31日，星空衛視（161頻道）、Channel [V] 中國大陸（165頻道）、Channel [V] 台灣（166頻道）及Channel [V] 印度（796頻道）停播。
- 2017年9月1日，TVBS Asia（163頻道）及DW-TV（英語版）（324頻道）啟播。其中，TVBS Asia（163頻道）事隔19個月后重新恢復登陸於now寬頻電視播放。同日，推出tvN自選服務。
- 2017年9月16日，now香港台（100頻道）第2次改為預覽now爆谷台（133頻道）直至9月30日。
- 2017年10月1日，STAR World（521頻道）改名為FOX Life，並繼續提供標清和高清共享台號。同日，now香港台（100頻道）改為預覽TVBS Asia（163頻道）直至10月31日。
- 2017年10月17日，推出Nickelodeon、AXN及索尼台自選服務。
- 2017年10月19日，Zee Cinema International（英语：Zee Cinema）（781頻道）、Zee TV（782頻道）及Zee News（785頻道）更換台徽。
- 2017年11月1日，now香港台（100頻道）改為預覽華納電視頻道（510頻道）直至11月30日。
- 2017年11月14日，東森亞洲衛視（162頻道）更換台徽。
- 2017年11月30日，Playboy TV（904頻道）停播。
- 2017年12月1日，now香港台（100頻道）改為預覽BBC Lifestyle（502頻道）直至12月31日。
- 2017年12月11日，TV5MONDE Style（713頻道）啟播，但播出節目全部以標清播放。
- 2017年12月31日，MTV LIVE（505頻道）及MNC Channel（730頻道）停播。

2018年：
- 2018年1月1日，RTL CBS Extreme（516頻道）及RTL CBS Entertainment（517頻道）改名為BLUE ANT Extreme及BLUE ANT Entertainment，並繼續提供標清和高清共享台號。同日，now香港台（100頻道）改為預覽索尼台（514頻道）直至1月31日。
- 2018年1月17日，FIGHT SPORTS（642頻道）啟播，並提供標清及高清共享台號頻道。
- 2018年2月1日，now香港台（100頻道）第3次改為預覽nowJelli紫金國際台（108頻道）直至2月28日。
- 2018年2月7日，東森亞洲新聞台（371頻道）更換台徽。
- 2018年3月1日，now香港台（100頻道）改為預覽Asian Food Channel（527頻道）直至3月31日。
- 2018年3月31日，Toonami（446頻道）及HITS（504頻道）停播。同日，Toonami自選服務同步停播。
- 2018年4月1日，now香港台（100頻道）改為預覽Discovery Channel（209頻道）直至4月30日。
- 2018年4月30日，NHK World TV（328頻道）改名為NHK World-Japan。
- 2018年5月1日，now香港台（100頻道）第4次改為預覽nowJelli紫金國際台（108頻道）直至5月31日。
- 2018年6月1日，now香港台（100頻道）改為預覽衛視電影台（139頻道）直至6月15日。同日，Sports Illustrated（680頻道）改名為All Sports Network，並繼續有標清及高清共享台號。
- 2018年6月14日，Now 4K 世界盃 1台（616頻道）、Now 4K 世界盃 2台（617頻道）、Now 世界盃 1台（618頻道）及Now 世界盃 2台（619頻道）啟播。
- 2018年6月15日，樂視體育Now英超10台（610頻道）、Premier League TV（620頻道）、樂視體育Now英超1台（621頻道）、樂視體育Now英超2台（622頻道）、樂視體育Now英超3台（623頻道）、樂視體育Now英超4台（624頻道）、樂視體育Now英超5台（625頻道）、樂視體育Now英超6台（626頻道）、樂視體育Now英超7台（627頻道）、樂視體育Now英超8台（628頻道）及樂視體育Now英超9台（629頻道）改名為now 610、now 620、now 621、now 622、now 623、now 624、now 625、now 626、now 627、now 628及now 629，並繼續提供標清及高清共享台號頻道。播放2018巴克萊英超亞洲盃。
- 2018年6月16日，now香港台（100頻道）改為預覽FOX（518頻道）直至6月30日。
- 2018年6月25日，Boomerang On Demand 啟播。
- 2018年6月26日，Star Plus（794頻道）更換台徽。
- 2018年6月30日，Disney Movies On Demand 停播。
- 2018年7月1日，now香港台（100頻道）改為預覽FOX Life（521頻道）直至7月14日。同日，Australia Plus Television（561頻道）改名為ABC Australia。
- 2018年7月15日，now香港台（100頻道）改為預覽FOX Movies（117頻道）直至7月31日。
- 2018年7月31日，Fashion One（532頻道）停播。
- 2018年8月1日，beIN SPORTS 1（638頻道）及beIN SPORTS 2（639頻道） 啟播，並提供標清及高清共享台號頻道。同日，now香港台（100頻道）改為預覽Fox Action Movies（118頻道）直至8月14日。同日，now Sports 2（632頻道）改名為beIN - Now Sports 2，並繼續提供標清和高清共享台號。同日，now 620（620頻道）、now 621（621頻道）、now 622（622頻道）、now 623（623頻道）、now 624（624頻道）、now 625（625頻道）及now 626（626頻道）改名為Premier League TV、now 英超1台、now 英超2台、now 英超3台、now 英超4台、now 英超5台及now 英超6台，並繼續提供標清及高清共享台號頻道。同日，Now 4K 世界盃 1台（616頻道）、Now 4K 世界盃 2台（617頻道）、Now 世界盃 1台（618頻道）、Now 世界盃 2台（619頻道）、Now 610（610頻道）、Now 627（627頻道）、Now 628（628頻道）及Now 629（629頻道）停播。
- 2018年8月6日，All Sports Network（680頻道）改名為ZSPORTS，並繼續提供標清及高清共享台號頻道。
- 2018年8月13日，now新聞台（332頻道）及now財經台（333頻道）由標清轉為高清共享台號頻道，所以節目均以高清製作。
- 2018年8月15日，中國電影頻道（134頻道）、無綫網絡電視旗下直播新聞台（806頻道）、TVB8（815頻道）及體育台（818頻道）停播。同日，now香港台（100頻道）改為預覽Fox Family Movies（120頻道）直至8月31日。
- 2018年9月1日，無綫網絡電視旗下綜藝台（801頻道）改名為綜藝旅遊台，同日，now香港台（100頻道）第2次改為預覽Oh!K（154頻道）直至9月30日。
- 2018年9月18日，beIN SPORTS 3（643頻道）、beIN SPORTS 4（644頻道）及beIN SPORTS 5（645頻道）啟播，並提供標清及高清共享台號頻道。
- 2018年10月1日，now香港台（100頻道）第2次改為預覽AXN（512頻道）直至10月31日。
- 2018年10月23日，beIN SPORTS 3（643頻道）、beIN SPORTS 4（644頻道）及beIN SPORTS 5（645頻道）改名為beIN SPORTS Max、beIN SPORTS Max 2及beIN SPORTS Max 3，並繼續提供標清及高清共享台號頻道。
- 2018年11月1日，now香港台（100頻道）第二次改為預覽GEM（151頻道）直至11月30日。
- 2018年11月5日，新增Now 劇集 Express自選服務，緊貼當地首播時間，送上亞洲炙手可熱劇集，原有now劇集台自選服務則改為雙語廣播形式上架。
- 2018年12月1日，now香港台（100頻道）改為預覽Cartoon Network（443頻道）直至12月31日。
- 2018年12月25日，開放330頻道作為全港首次以4K HDR畫質現場直播2019香港除夕倒數之用（直播時間 31/12/2018 23:55-1/1/2019 00:30)。

2019年：
- 2019年1月1日，now香港台（100頻道）第二次改為預覽華納電視頻道（510頻道）直至1月31日。
- 2019年1月2日，特納經典電影頻道（126頻道）停播。
- 2019年1月15日，無綫網絡電視旗下綜藝旅遊台（801頻道）、為食台（803頻道）、娛樂新聞台（804頻道）、TVB新聞台（805頻道）、日劇台（807頻道）、韓劇台（808頻道）、TVB經典台（809頻道）、華語劇台（810頻道）、精選亞洲劇台（811頻道）、翡翠即日重溫（816頻道）及粵語片台（817頻道）停播。
- 2019年1月28日，Oh!K（154頻道）、HLN（317頻道）及道通天地（550頻道）停播。
- 2019年2月1日，now香港台（100頻道）第5次改為預覽nowJelli紫金國際台（108頻道）直至2月28日。
- 2019年2月27日，三沙衛視（553頻道）啟播。
- 2019年3月1日，now香港台（100頻道）改為預覽Discovery Channel（209頻道）直至3月31日。同日，亞太第一衛視（552頻道）停播。
- 2019年3月12日，Now生活自選服務啟播。
- 2019年3月19日，now華劇台（105頻道）並由標清頻道轉為標清及高清共享台號。
- 2019年3月20日，now華劇台（105頻道）更換台徽，重新定位為專門播放中港台製作的華語劇集頻道，nowTV將所有原本在now劇集台（102頻道）的中港台劇集都搬到now華劇台（105頻道）。
- 2019年4月1日，now香港台（100頻道）改為預覽Disney Channel（441頻道）直至4月15日。
- 2019年4月16日，now香港台（100頻道）改為預覽Disney Junior（442頻道）直至4月30日。
- 2019年4月25日，Da Vinci（460頻道）啟播，並提供標清及高清共享台號頻道。
- 2019年5月1日，now香港台（100頻道）改為預覽Food Network（526頻道）直至5月31日。
- 2019年5月6日，now 英超7台（627頻道）、now 英超8台（628頻道）及now 英超9台（629頻道）啟播，並提供標清及高清共享台號頻道，而且重新恢復登陸於now寬頻電視播放。
- 2019年5月23日，now 英超7台（627頻道）、now 英超8台（628頻道）及now 英超9台（629頻道）停播。
- 2019年5月31日，索尼台（514頻道）及相關自選服務停播。
- 2019年6月1日，now香港台（100頻道）改為預覽BLUE ANT Entertainment（517頻道）直至6月30日。
- 2019年6月30日，Fyi（222頻道）及Crime & Investigation Network（226頻道）停播。
- 2019年7月1日，now香港台（100頻道）改為預覽Da Vinci（460頻道）直至7月31日。
- 2019年7月，珠江頻道（537頻道）、深圳衛視（540頻道）、澳亞衛視（544頻道）、浙江衛視（555頻道）由標清4:3制式提升為標清16:9制式傳送。
- 2019年8月1日，中國新華電視中文台（369頻道）及中國新華電視英文台（370頻道）停播，同日，now香港台（100頻道）改為預覽Asian Food Channel（527頻道）直至8月31日。
- 2019年8月，Now Sports 4K 1（611頻道）啟播，同日Now Sports系列頻道和Now Golf更換台徽。650頻道因應beIN SPORTS取得2019年世界盃橄欖球賽播映權，頻道名稱由Now Sports 650更名為beIN SPORTS Rugby。680頻道名稱由Now Sports 680更名為Now Sports Plus。
- 2019年9月1日，now香港台（100頻道）改為預覽tvN（155頻道）直至9月30日。
- 2019年10月1日，now香港台（100頻道）改為預覽Now華劇台（105頻道）直至10月31日。
- 2019年11月1日，now香港台（100頻道）停播。並鼓勵客戶使用最近推出的新服務——「試睇區」（只限UX3界面用戶），以全面取代now香港台（100頻道）的預覽頻道服務。
- 2019年12月13日，珠江頻道（537頻道）及廣東南方衛視（543頻道）更換台徽。
- 2019年12月31日，E! Entertainment Television（506頻道）及DIVA（508頻道）停播。

2020年：
- 2020年1月14日，Comedy Central（505頻道）啟播，並提供標清及高清共享台號頻道。
- 2020年2月1日， Setanta Sports Channel（679頻道）改名為RugbyPass TV，並繼續提供標清及高清共享台號頻道。
- 2020年3月10日，電影預告頻道（129頻道）停播。
- 2020年3月25日，點心衛視（539頻道）停播。
- 2020年3月31日，Sony MIX（773頻道）停播。
- 2020年4月1日，CBeebies自選服務啟播。
- 2020年4月2日，創世電視（545頻道）停播。
- 2020年4月7日，France24（327頻道）由免費播送頻道改為國際新聞組合頻道。
- 2020年5月19日，中國中文衛視（556頻道）停播。
- 2020年6月8日，now劇集台（102頻道）在「抗疫在家 娛樂一家」後延長免費觀看期至2020年9月7日。
- 2020年6月30日，BLUE ANT Extreme（516頻道）停播。
- 2020年7月1日，Animax（150頻道）在「抗疫在家 娛樂一家」後延長免費觀看期至2020年9月7日。
- 2020年7月1日，東森亞洲衛視（162頻道）及東森亞洲新聞台（371頻道）更換台徽。
- 2020年7月15日，now Sports 英超7台（627頻道）、now Sports 英超8台（628頻道）啟播，並提供標清及高清共享台號頻道，而且重新恢復登陸於now TV播放。
- 2020年7月30日，now Sports 英超7台（627頻道）、now Sports 英超8台（628頻道）停播。
- 2020年8月21日，GEM（151頻道）更換台徽。
- 2020年9月7日，廣東南方衛視（543頻道）由標清4:3制式提升為標清16:9制式傳送。
- 2020年9月26日，見摩之頻道（902頻道）停播。
- 2020年9月27日，Now Sports Prime（630頻道）由標清頻道轉為標清及高清共享台號。
- 2020年10月13日，NowTV旗下的自選服務----Now 生活 停播。
- 2020年10月27日，三沙衛視（553頻道）臨時停播至2021年2月5日。
- 2020年11月3日，Aniplus自選服務啟播。
- 2020年11月10日，now Golf 1（682頻道）停播。
- 2020年11月，推出Now True自選服務，Now True 網羅全球各地優質紀實節目，涵蓋的題材多元化，包括人物傳記、藝術文化、商業科技、生活知識及其他觸動人心的故事。

2021年：
- 2021年1月1日，EVE（214頻道）停播。
- 2021年1月16日，GEM（151頻道）停播。
- 2021年2月1日，Comedy Central（505頻道）停播。
- 2021年2月6日，三沙衛視（553頻道）恢復播放。
- 2021年6月17日，交通頻道（375頻道）、天氣頻道（376頻道）、航班資訊（377頻道）及 Now Shop（501頻道）停播。同日，DreamWorks 頻道（440頻道）啟播，並提供標清及高清共享台號頻道，而自選服務將於7月19日啟播。
- 2021年7月19日至8月10日，因應港府擁有2020年夏季奧林匹克運動會播映權，當中包括now TV，因此新增601-609台臨時免費頻道，用作直播2020年夏季奧林匹克運動會。
- 2021年7月31日，大愛電視（549頻道）停播。
- 2021年9月1日，因應Disney+準備於亞洲推出，迪士尼旗下亞洲區18條頻道及自選服務停播，當中包括所有Fox品牌的頻道，Disney 品牌兩條頻道，Baby TV，國家地理悠人頻道，衛視卡式台及衛視中文台；同時now TV變相失去F1及網球四大滿貫的播放權[註 2]，但衛視電影台、國家地理頻道、國家地理野生頻道、Star Cricket、Star Gold、Star Plus和Star Bharat維持繼續播放 (其中，Hotstar從未在香港推出)。[54]
- 2021年9月1日起將新增4條頻道啟播，包括Now爆谷星影台（138頻道）、戶外頻道（221頻道）、旅遊頻道（528頻道）、居家樂活頻道（529頻道）[55]
- 2021年10月31日，珠江頻道（537頻道）停播。

2022年：
- 2022年1月25日，國家地理頻道（215頻道）及History（223頻道）由標清轉為高清共享台號頻道，而國家地理高清頻道（218頻道）及History HD（225頻道）則於2022年2月15日分別與國家地理頻道（215頻道）及History（223頻道）合併。
- 2022年1月31日，中國環球電視網（CGTN）（330頻道）啟播，事隔6年1個月重新恢復登陸now TV播放。
- 2022年3月1日，SPOTV（670頻道）及SPOTV2（671頻道）啟播，播放MotoGP、溫布頓、美網、BWF巡迴賽、英國高爾夫球公開賽、世界乒乓球職業大聯盟、 韓國職業棒球聯賽及 PSA 壁球賽事等。[註 3]
- 2022年3月11日，因應發生的2022年俄羅斯入侵烏克蘭Russia Today（329頻道）暫時中斷播放；頻道只顯示「內容供應商暫時中斷此頻道的播放。不便之處，敬請原諒」的字眼。
- 2022年4月30日，香港衛視綜合台（368頻道）停播。
- 2022年7月1日，亞太第一衛視（552頻道）復播，並改名為OneTV綜合頻道。
- 2022年7月29日，廣東南方衛視（543頻道）改名為大灣區衛視。
- 2022年8月31日，TVBS Asia（163頻道）停播。
- 2022年10月26日，now劇集台（102頻道）改名為viu，並繼續提供標清及高清共享台號頻道。

2023年：
- 2023年3月27日，Now Sports 4K 2（612頻道）及beIN SPORTS 6（646頻道）啟播，並享有4K及高清台號。
- 2023年4月3日，BBC World News（320頻道）改名為BBC News。
- 2023年5月13日，Fight Sports（642頻道）停播。
- 2023年6月30日，Thrill（125頻道）停播。
- 2023年7月4日，澳亞衛視（544頻道）停播。
- 2023年7月28日，Boomerang（445頻道）改名為Cartoonito，並提供標清及高清共享台號頻道，而自選服務。
- 2023年8月1日，beIN - Now Sports 2（632頻道）恢復為now Sports 2，並繼續提供標清及高清共享台號頻道。
- 2023年9月18日，Crime & Investigation Network（罪案偵緝頻道）（222頻道）再次於Now TV播放，並同時提供「歷史頻道與罪案偵緝-自選服務；另Love Nature（217頻道）及Love Nature 4K（218頻道）啟播。
- 2023年9月30日，因迪士尼的媒體業務重心轉移至Disney+，衛視電影台（139頻道）、國家地理頻道（215頻道）、國家地理野生頻道（216頻道）停播。
- 2023年10月24日，中央電視台新聞頻道（CCTV-13）（545頻道）、Now Sports 641 （641頻道）及NBA TV（642頻道）啟播，當中後者事隔8年重新恢復登陸now TV播放，台號由678頻道改為642頻道。
- 2023年12月31日，DW (Deutsch)（765頻道）停播。

2024年：
- 2024年1月31日，CARTOONITO（英语：Cartoonito）（445頻道）及Warner TV（510頻道）停播。
- 2024年6月30日，Aniplus自選服務停播。
- 2024年8月21日，Moonbug（英语：Moonbug）（448頻道）啟播。
- 2024年11月19日，HBO GO改名為MAX。
- 2024年12月1日，東方衛視國際頻道（551頻道）啟播。
- 2024年12月31日，旅遊頻道（528頻道）、居家樂活頻道（529頻道）停播。

2025年：
- 2025年1月15日，熊貓TV（200頻道）啟播，事隔15年3個月重新恢復登陸now TV播放，台號由503頻道改為200頻道。
- 2025年2月1日，SPOTV（670頻道）及SPOTV2（671頻道）停播。
- 2025年2月14日，HITS Movies（119頻道）、HITS（513頻道）啟播，其中HITS事隔5年10個月重新恢復登陸now TV播放，台號由504頻道改為513頻道。
- 2025年3月31日，第一財經頻道（338頻道）停播。
- 2025年4月，Now Sports 647（647頻道）啟播。
- 2025年8月14日，Now Sports 4K 3（613頻道）、now sports英超7台（627頻道）啟播，並享有4K及高清台號。

#### 停播無綫網絡電視頻道組合
由於無綫網絡電視已交還香港收費電視牌照，2017年起now TV已不再接受用户申請無綫網絡電視組合，而無綫網絡電視的所有頻道亦已由2019年1月15日起於now TV停播。

### Now TV天氣頻道
now TV天氣頻道是now TV其中一條自製天氣預報頻道，於2003年啟播。該頻道提供互動天氣報告功能，觀眾只須按下遙控器上的相應按鈕，即可觀看由香港天文台提供的各類天氣資訊，包括香港的分區天氣、香港天氣預報、七天天氣預報和中國及世界各大城市的天氣及氣溫資料。
啟播時，該頻道選台號碼為76。而現在的選台號碼要到2006年5月10日選台號碼重整為三位數字當日才啟用。此頻道於2021年6月17日停播。

### Now TV交通頻道
now TV交通頻道是now TV一條自製交通資訊頻道，於2003年啟播。該頻道播放運輸署多部戶外攝影機的影像，顯示香港島、九龍、屯門公路及荃灣的交通情況。
啟播時，該頻道選台號碼為75。而現在的選台號碼要到2006年5月10日選台號碼重整為三位數字當日才啟用。此頻道於2021年6月17日停播。

### Now TV節目預告頻道
now TV節目預告頻道是now TV其中一條自製資訊頻道，於2003年9月1日啟播。該頻道曾是now TV各頻道節目宣傳片的播放渠道，並能預告這些頻道將會播放甚麼節目。
啟播時，該頻道選台號碼為01。在2006年5月10日，now TV的選台號碼重整為三位數字，而此頻道的選台號碼亦被改為100。
該頻道啟播初期曾以全螢幕模式播放節目宣傳片，到了後來增設互動精選節目預告功能後才取消此安排。
2007年10月24日，now新聞台啟播。為協助宣傳這個自家製作的新聞台，節目預告頻道曾以小畫面實時播放now新聞台的片段，讓免費觀眾均可收看now新聞台。
該頻道己於2008年12月11日停止播放，並由於翌日啟播的now香港台取代，而該台的互動功能（如now Movie Club會員獎賞）已於同年11月12日擴展至各個頻道的one-link簡易目錄。

### Now TV航班资讯频道
now TV航班资讯是now TV与香港机场管理局合作其中一条自制航班资讯频道，于2008年8月6日启播。该频道提供互动航班功能，观众只须按下遥控器上的相应按钮，即可观看由香港国际机场提供的各类航班资讯。
啟播時，該頻道選台號碼為77。在2006年5月10日，now TV的選台號碼重整為三位數字，而此頻道的選台號碼亦被改為377。此頻道於2021年6月17日停播。

## 外部連結
- Now TV官方網站（页面存档备份，存于）
- STEM獎勵計劃 by Now TV （页面存档备份，存于）